# Big Brother Brasil 23
Big Brother Brasil 23 foi a vigésima terceira temporada do reality show brasileiro Big Brother Brasil, exibida pela TV Globo entre 16 de janeiro e 25 de abril de 2023. Esta edição teve apresentação do jornalista Tadeu Schmidt. A direção artística foi de Rodrigo Dourado.
Essa temporada teve 100 dias de confinamento, empatada com a 21ª e a 22ª como as edições mais longas já exibidas do reality show. Foi a quarta edição consecutiva a apresentar uma mescla de confinados anônimos e famosos como participantes do programa.
A edição terminou com a vitória da médica Amanda Meirelles, que recebeu 68,90% dos votos, faturando o prêmio máximo de R$ 2,88 milhões sem desconto de impostos, e um carro Chevrolet Silverado. Foi a quinta vez que o Big Brother Brasil teve apenas mulheres na final. Esta edição até então tinha a pior audiência da história do programa, terminando com média geral de 18,8 pontos, superando o Big Brother Brasil 19 (esta anteriormente detivera o recorde), até ser batida pelo Big Brother Brasil 25 (que teve 16,1 pontos de média geral).

## Exibição
O programa foi exibido diariamente pela TV Globo em sinal aberto e pelo Multishow em TV por assinatura, tendo nesse último flashes ao vivo de 1 hora após o encerramento das edições pela televisão aberta. A transmissão também foi realizada em pay-per-view (PPV), com câmeras filmando integralmente a rotina dos participantes, para operadoras de TV paga. Na internet, foi veiculado pela Canais Globo para os assinantes do PPV e no Globoplay para os assinantes da Globo.com.

## O jogo

### Seleção dos participantes
As inscrições foram abertas no site oficial do reality show em 20 de abril de 2022, enquanto o Big Brother Brasil 22 ainda estava no ar, com as vagas sendo divididas por regiões do Brasil, assim como na edição anterior. No dia seguinte, as inscrições foram temporariamente fechadas, após mais de 25 mil inscrições concluídas e, ao todo, quase 50 mil inscrições contando com as incompletas. As inscrições foram reabertas em 27 de abril de 2022.
Em 22 de junho de 2022, foi anunciado que as seletivas regionais voltariam a ser realizadas de forma presencial, sendo a primeira temporada desde o Big Brother Brasil 20 a adotar tal método, após serem realizadas de forma estritamente virtual nos últimos dois anos em decorrência da pandemia de COVID-19. No entanto, os entrevistados que não conseguiriam comparecer presencialmente poderiam fazer o processo de seleção virtual.
Em 1 de agosto de 2022, foram reabertas pela última vez as inscrições para a região Sudeste, cujas vagas foram preenchidas ao longo do dia. Em 2 de agosto de 2022, as inscrições foram oficialmente encerradas.
A edição manteve a dinâmica introduzida no Big Brother Brasil 20, e repetida nas últimas duas edições, que mescla os participantes em dois grupos: Pipoca, composto por anônimos que se inscreveram para participar da atração; e Camarote, que reúne famosos (já conhecidos na mídia e pelo público) convidados diretamente pela equipe do programa. Um dos destaques da edição foi a representatividade em relação à metade dos participantes serem negros.
| Data             | Cidade         |
| ---------------- | -------------- |
| julho de 2022    | Goiânia        |
| agosto de 2022   | Salvador       |
| agosto de 2022   | Belém          |
| agosto de 2022   | Porto Alegre   |
| setembro de 2022 | Rio de Janeiro |
| outubro de 2022  | Belo Horizonte |
| outubro de 2022  | São Paulo      |

### A casa
A casa tem como tema "viagens", trazendo objetos e construções que transitam entre viagens reais e paralelas, sem deixar de lado a rotina urbana de parte dos brasileiros. A sala conta com referências de pontos turísticos mundialmente famosos, como a colorida Las Vegas, a imensa Torre Eiffel e cabines telefônicas inglesas. O Botão da Desistência, instalado na edição anterior, possui agora o formato de uma bússola.
A cozinha segue dividida entre os grupos VIP e Xepa, com os fogões dos dois grupos posicionados frente a frente. A cozinha do grupo VIP lembra o aconchego de uma casa de serra, com direito a uma lareira artificial e a móveis e cores amadeiradas predominando no ambiente. Já a cozinha do grupo Xepa lembra a cozinha típica de casa de praia, com tons azuis e verdes na paleta de cor e um destaque à parte na mesa de refeições, cujo tampo faz alusão a uma grande prancha de surfe.
O Confessionário promove uma viagem lúdica aos participantes e representa a ponte entre as duas realidades do reality show: a de dentro e a de fora da casa. Luzes coloridas posicionadas em forma de espiral, a famosa cadeira ao centro e formas geométricas do chão ao teto dão a sensação de adentrar uma realidade paralela. O banheiro remete a uma gruta, revestido de pedras e folhas. Além disso, os participantes continuarão tendo o consumo de água limitado e monitorado, sob pena de colocar todos os confinados na Xepa.
Já os quartos apresentam a oposição entre dois temas: deserto e fundo do mar. No Quarto Deserto, predominam os tons terrosos, e os elementos rochosos e arenosos são protagonistas da decoração e das estampas. Já no Quarto Fundo do Mar, conchas, algas e animais marinhos preenchem as roupas de cama, chão e paredes do cômodo, que conta com uma cama redonda, a primeira da história do programa. O quarto do Líder segue no segundo andar, mas agora com uma novidade: a chegada de uma central de controle que conta com bancada de comandos, leitor biométrico e sensor touch, que permite ao Líder ver e ouvir tudo o que está acontecendo no restante da casa, de forma limitada.
A área externa tem um painel com grafite exclusivo produzido por artistas da emissora e muros que reúnem paisagens de diferentes destinos em um só lugar, indo dos arranha-céus de grandes metrópoles à calmaria das áreas residenciais, com direito a Big Fone inspirado em orelhões, comuns nas grandes cidades e bar molhado na piscina, local inédito no programa e que pode ser abastecido em ocasiões especiais. A academia, desta vez, representa um farol e, além dos aparelhos de musculação, o espaço conta com poltronas e um painel tático com imagens dos participantes para eventuais organizações de estratégias.

### Mudança do prêmio ao longo da temporada
Após doze anos sem ajustes no prêmio máximo concedido ao vencedor do programa, o valor da premiação final será aumentado nesta edição. Desde o Big Brother Brasil 10, o valor era de R$ 1,5 milhão, cuja quantia passou a ser discutida nas últimas temporadas em decorrência da defasagem inflacionária.
Com isso, o Big Brother Brasil 23 terá o maior prêmio da história do reality show. O valor da premiação final, a princípio, é indefinido; isso porque ele poderá aumentar durante o andamento da temporada, de acordo com os palpites dos participantes sobre a eliminação da noite.
O prêmio começou no valor de R$ 1,5 milhão, depositados pela Stone. A cada semana, a Stone distribuirá um valor bônus e alguns participantes serão sorteados para dar palpites sobre a eliminação. Por cada palpite correto, mais um valor será acrescentado ao prêmio final. O valor acumulado será mostrado aos participantes toda semana, logo após a eliminação.
| Semana      | Semana      | Saldo inicial | Bônus da Stone | Valor de cada palpite correto                                                                                    | Paredão                              | Participante(s) sorteado(s) | Palpite do(s) participante(s) | Resultado    | Saldo disponível | Ref.   |
| ----------- | ----------- | ------------- | -------------- | --- | ------------------------------------ | --------------------------- | ----------------------------- | ------------ | ---------------- | ------ |
| 1           | 1           | R$ 1.500.000  | R$ 50.000      | R$ 20.000 | Fred Nicácio & Marília Gustavo & Key | Aline                       | Fred Nicácio & Marília        | Correto      | R$ 1.610.000     | [ 28 ] |
| 1           | 1           | R$ 1.500.000  | R$ 50.000      | R$ 20.000 | Fred Nicácio & Marília Gustavo & Key | Cristian                    | Fred Nicácio & Marília        | Correto      | R$ 1.610.000     | [ 28 ] |
| 1           | 1           | R$ 1.500.000  | R$ 50.000      | R$ 20.000 | Fred Nicácio & Marília Gustavo & Key | Tina                        | Fred Nicácio & Marília        | Correto      | R$ 1.610.000     | [ 28 ] |
| 2           | 2           | R$ 1.610.000  | R$ 30.000      | R$ 30.000 | Cezar Domitila Gabriel               | Bruno                       | Domitila                      | Errado       | R$ 1.700.000     | [ 29 ] |
| 2           | 2           | R$ 1.610.000  | R$ 30.000      | R$ 30.000 | Cezar Domitila Gabriel               | Fred                        | Gabriel                       | Correto      | R$ 1.700.000     | [ 29 ] |
| 2           | 2           | R$ 1.610.000  | R$ 30.000      | R$ 30.000 | Cezar Domitila Gabriel               | Marvvila                    | Gabriel                       | Correto      | R$ 1.700.000     | [ 29 ] |
| 3           | 3           | R$ 1.700.000  | R$ 30.000      | R$ 20.000 | Cezar Gabriel Santana Tina           | Aline                       | Gabriel Santana               | Errado       | R$ 1.750.000     | [ 30 ] |
| 3           | 3           | R$ 1.700.000  | R$ 30.000      | R$ 20.000 | Cezar Gabriel Santana Tina           | Fred                        | Cezar                         | Errado       | R$ 1.750.000     | [ 30 ] |
| 3           | 3           | R$ 1.700.000  | R$ 30.000      | R$ 20.000 | Cezar Gabriel Santana Tina           | Fred Nicácio                | Tina                          | Correto      | R$ 1.750.000     | [ 30 ] |
| 4           | 4           | R$ 1.750.000  | R$ 30.000      | R$ 20.000 | Amanda Bruno MC Guimê Paula          | Antônio                     | Paula                         | Correto      | R$ 1.820.000     | [ 31 ] |
| 4           | 4           | R$ 1.750.000  | R$ 30.000      | R$ 20.000 | Amanda Bruno MC Guimê Paula          | Cristian                    | Bruno                         | Errado       | R$ 1.820.000     | [ 31 ] |
| 4           | 4           | R$ 1.750.000  | R$ 30.000      | R$ 20.000 | Amanda Bruno MC Guimê Paula          | Ricardo                     | Paula                         | Correto      | R$ 1.820.000     | [ 31 ] |
| 5           | 5           | R$ 1.820.000  | R$ 40.000      | R$ 10.000 | Cristian Fred Ricardo                | Domitila                    | Cristian                      | Correto      | R$ 1.890.000     | [ 32 ] |
| 5           | 5           | R$ 1.820.000  | R$ 40.000      | R$ 10.000 | Cristian Fred Ricardo                | Fred Nicácio                | Cristian                      | Correto      | R$ 1.890.000     | [ 32 ] |
| 5           | 5           | R$ 1.820.000  | R$ 40.000      | R$ 10.000 | Cristian Fred Ricardo                | Marvvila                    | Cristian                      | Correto      | R$ 1.890.000     | [ 32 ] |
| 6 (Dia 41)  | 6 (Dia 41)  | R$ 1.890.000  | R$ 20.000      | R$ 10.000 | Domitila Fred Nicácio Gustavo        | Antônio                     | Fred Nicácio                  | Errado       | R$ 1.910.000     | [ 33 ] |
| 6 (Dia 41)  | 6 (Dia 41)  | R$ 1.890.000  | R$ 20.000      | R$ 10.000 | Domitila Fred Nicácio Gustavo        | Cezar                       | Domitila                      | Errado       | R$ 1.910.000     | [ 33 ] |
| 6 (Dia 41)  | 6 (Dia 41)  | R$ 1.890.000  | R$ 20.000      | R$ 10.000 | Domitila Fred Nicácio Gustavo        | Sarah Aline                 | Fred Nicácio                  | Errado       | R$ 1.910.000     | [ 33 ] |
| 6 (Dia 44)  | 6 (Dia 44)  | R$ 1.910.000  | R$ 40.000      | R$ 20.000 | Antônio Cezar Fred Nicácio           | Domitila                    | Antônio                       | Errado       | R$ 1.950.000     | [ 34 ] |
| 6 (Dia 44)  | 6 (Dia 44)  | R$ 1.910.000  | R$ 40.000      | R$ 20.000 | Antônio Cezar Fred Nicácio           | Fred                        | Cezar                         | Errado       | R$ 1.950.000     | [ 34 ] |
| 6 (Dia 44)  | 6 (Dia 44)  | R$ 1.910.000  | R$ 40.000      | R$ 20.000 | Antônio Cezar Fred Nicácio           | Sarah Aline                 | Antônio                       | Errado       | R$ 1.950.000     | [ 34 ] |
| 7           | 7           | R$ 1.950.000  | (nenhum)       | R$ 20.000 (Menos R$ 20.000 por cada palpite errado)                                                              | Domitila Key Sarah Aline             | Amanda                      | Key                           | Correto      | R$ 1.990.000     | [ 35 ] |
| 7           | 7           | R$ 1.950.000  | (nenhum)       | R$ 20.000 (Menos R$ 20.000 por cada palpite errado)                                                              | Domitila Key Sarah Aline             | Bruna                       | Key                           | Correto      | R$ 1.990.000     | [ 35 ] |
| 7           | 7           | R$ 1.950.000  | (nenhum)       | R$ 20.000 (Menos R$ 20.000 por cada palpite errado)                                                              | Domitila Key Sarah Aline             | Cezar                       | Sarah Aline                   | Errado       | R$ 1.990.000     | [ 35 ] |
| 7           | 7           | R$ 1.950.000  | (nenhum)       | R$ 20.000 (Menos R$ 20.000 por cada palpite errado)                                                              | Domitila Key Sarah Aline             | Gabriel Santana             | Domitila                      | Errado       | R$ 1.990.000     | [ 35 ] |
| 7           | 7           | R$ 1.950.000  | (nenhum)       | R$ 20.000 (Menos R$ 20.000 por cada palpite errado)                                                              | Domitila Key Sarah Aline             | Larissa                     | Key                           | Correto      | R$ 1.990.000     | [ 35 ] |
| 7           | 7           | R$ 1.950.000  | (nenhum)       | R$ 20.000 (Menos R$ 20.000 por cada palpite errado)                                                              | Domitila Key Sarah Aline             | MC Guimê                    | Key                           | Correto      | R$ 1.990.000     | [ 35 ] |
| 8           | 8           | R$ 1.990.000  | R$ 20.000      | R$ 20.000 (Mais R$ 80.000 em caso de dois ou mais palpites corretos)                                             | Cezar Domitila Larissa Ricardo       | Aline                       | Ricardo                       | Errado       | R$ 2.010.000     | [ 36 ] |
| 8           | 8           | R$ 1.990.000  | R$ 20.000      | R$ 20.000 (Mais R$ 80.000 em caso de dois ou mais palpites corretos)                                             | Cezar Domitila Larissa Ricardo       | Bruna                       | Ricardo                       | Errado       | R$ 2.010.000     | [ 36 ] |
| 8           | 8           | R$ 1.990.000  | R$ 20.000      | R$ 20.000 (Mais R$ 80.000 em caso de dois ou mais palpites corretos)                                             | Cezar Domitila Larissa Ricardo       | Gabriel Santana             | Ricardo                       | Errado       | R$ 2.010.000     | [ 36 ] |
| 8           | 8           | R$ 1.990.000  | R$ 20.000      | R$ 20.000 (Mais R$ 80.000 em caso de dois ou mais palpites corretos)                                             | Cezar Domitila Larissa Ricardo       | Sarah Aline                 | Ricardo                       | Errado       | R$ 2.010.000     | [ 36 ] |
| 9           | 9           | R$ 2.010.000  | (nenhum)       | R$ 40.000 | Domitila Fred Gabriel Santana        | Bruna                       | Fred                          | Correto      | R$ 2.130.000     | [ 37 ] |
| 9           | 9           | R$ 2.010.000  | (nenhum)       | R$ 40.000 | Domitila Fred Gabriel Santana        | Cezar                       | Fred                          | Correto      | R$ 2.130.000     | [ 37 ] |
| 9           | 9           | R$ 2.010.000  | (nenhum)       | R$ 40.000 | Domitila Fred Gabriel Santana        | Marvvila                    | Fred                          | Correto      | R$ 2.130.000     | [ 37 ] |
| 10          | 10          | R$ 2.130.000  | R$ 40.000      | R$ 60.000 | Aline Bruna Gabriel Santana          | Cezar                       | Aline                         | Errado       | R$ 2.170.000     | [ 38 ] |
| 10          | 10          | R$ 2.130.000  | R$ 40.000      | R$ 60.000 | Aline Bruna Gabriel Santana          | Marvvila                    | Aline                         | Errado       | R$ 2.170.000     | [ 38 ] |
| 10          | 10          | R$ 2.130.000  | R$ 40.000      | R$ 60.000 | Aline Bruna Gabriel Santana          | Ricardo                     | Aline                         | Errado       | R$ 2.170.000     | [ 38 ] |
| 11          | 11          | R$ 2.170.000  | R$ 20.000      | R$ 20.000 (O valor duplica a cada palpite correto)                                                               | Amanda Domitila Larissa Marvvila     | Amanda                      | Domitila                      | Errado       | R$ 2.190.000     | [ 39 ] |
| 11          | 11          | R$ 2.170.000  | R$ 20.000      | R$ 20.000 (O valor duplica a cada palpite correto)                                                               | Amanda Domitila Larissa Marvvila     | Domitila                    | Amanda                        | Errado       | R$ 2.190.000     | [ 39 ] |
| 11          | 11          | R$ 2.170.000  | R$ 20.000      | R$ 20.000 (O valor duplica a cada palpite correto)                                                               | Amanda Domitila Larissa Marvvila     | Larissa                     | Domitila                      | Errado       | R$ 2.190.000     | [ 39 ] |
| 11          | 11          | R$ 2.170.000  | R$ 20.000      | R$ 20.000 (O valor duplica a cada palpite correto)                                                               | Amanda Domitila Larissa Marvvila     | Marvvila                    | Amanda                        | Errado       | R$ 2.190.000     | [ 39 ] |
| 12          | 12          | R$ 2.190.000  | (nenhum)       | R$ 10.000 (O valor é multiplicado pelo peso da aposta de cada participante, a ser distribuído entre três moedas) | Bruna Fred Nicácio Sarah Aline       | Amanda                      | Fred Nicácio (×2)             | Correto (×2) | R$ 2.230.000     | [ 40 ] |
| 12          | 12          | R$ 2.190.000  | (nenhum)       | R$ 10.000 (O valor é multiplicado pelo peso da aposta de cada participante, a ser distribuído entre três moedas) | Bruna Fred Nicácio Sarah Aline       | Amanda                      | Sarah Aline                   | Errado       | R$ 2.230.000     | [ 40 ] |
| 12          | 12          | R$ 2.190.000  | (nenhum)       | R$ 10.000 (O valor é multiplicado pelo peso da aposta de cada participante, a ser distribuído entre três moedas) | Bruna Fred Nicácio Sarah Aline       | Cezar                       | Fred Nicácio                  | Correto      | R$ 2.230.000     | [ 40 ] |
| 12          | 12          | R$ 2.190.000  | (nenhum)       | R$ 10.000 (O valor é multiplicado pelo peso da aposta de cada participante, a ser distribuído entre três moedas) | Bruna Fred Nicácio Sarah Aline       | Cezar                       | Sarah Aline (×2)              | Errado       | R$ 2.230.000     | [ 40 ] |
| 12          | 12          | R$ 2.190.000  | (nenhum)       | R$ 10.000 (O valor é multiplicado pelo peso da aposta de cada participante, a ser distribuído entre três moedas) | Bruna Fred Nicácio Sarah Aline       | Larissa                     | Fred Nicácio                  | Correto      | R$ 2.230.000     | [ 40 ] |
| 12          | 12          | R$ 2.190.000  | (nenhum)       | R$ 10.000 (O valor é multiplicado pelo peso da aposta de cada participante, a ser distribuído entre três moedas) | Bruna Fred Nicácio Sarah Aline       | Larissa                     | Sarah Aline (×2)              | Errado       | R$ 2.230.000     | [ 40 ] |
| 13 (Dia 88) | 13 (Dia 88) | R$ 2.230.000  | (nenhum)       | R$ 20.000 (O valor é multiplicado pelo peso da aposta de cada participante, a ser distribuído entre três moedas) | Aline Amanda Cezar                   | Bruna                       | Cezar (×3)                    | Correto (×3) | R$ 2.390.000     | [ 41 ] |
| 13 (Dia 88) | 13 (Dia 88) | R$ 2.230.000  | (nenhum)       | R$ 20.000 (O valor é multiplicado pelo peso da aposta de cada participante, a ser distribuído entre três moedas) | Aline Amanda Cezar                   | Larissa                     | Cezar (×3)                    | Correto (×3) | R$ 2.390.000     | [ 41 ] |
| 13 (Dia 88) | 13 (Dia 88) | R$ 2.230.000  | (nenhum)       | R$ 20.000 (O valor é multiplicado pelo peso da aposta de cada participante, a ser distribuído entre três moedas) | Aline Amanda Cezar                   | Ricardo                     | Amanda                        | Errado       | R$ 2.390.000     | [ 41 ] |
| 13 (Dia 88) | 13 (Dia 88) | R$ 2.230.000  | (nenhum)       | R$ 20.000 (O valor é multiplicado pelo peso da aposta de cada participante, a ser distribuído entre três moedas) | Aline Amanda Cezar                   | Ricardo                     | Cezar (×2)                    | Correto (×2) | R$ 2.390.000     | [ 41 ] |
| 13 (Dia 91) | 13 (Dia 91) | R$ 2.390.000  | R$ 40.000      | R$ 20.000 (O valor é multiplicado pelo peso da aposta de cada participante, a ser distribuído entre três moedas) | Aline Bruna Sarah Aline              | Amanda                      | Bruna                         | Errado       | R$ 2.510.000     | [ 42 ] |
| 13 (Dia 91) | 13 (Dia 91) | R$ 2.390.000  | R$ 40.000      | R$ 20.000 (O valor é multiplicado pelo peso da aposta de cada participante, a ser distribuído entre três moedas) | Aline Bruna Sarah Aline              | Amanda                      | Sarah Aline (×2)              | Correto (×2) | R$ 2.510.000     | [ 42 ] |
| 13 (Dia 91) | 13 (Dia 91) | R$ 2.390.000  | R$ 40.000      | R$ 20.000 (O valor é multiplicado pelo peso da aposta de cada participante, a ser distribuído entre três moedas) | Aline Bruna Sarah Aline              | Larissa                     | Aline                         | Errado       | R$ 2.510.000     | [ 42 ] |
| 13 (Dia 91) | 13 (Dia 91) | R$ 2.390.000  | R$ 40.000      | R$ 20.000 (O valor é multiplicado pelo peso da aposta de cada participante, a ser distribuído entre três moedas) | Aline Bruna Sarah Aline              | Larissa                     | Sarah Aline (×2)              | Correto (×2) | R$ 2.510.000     | [ 42 ] |
| 13 (Dia 91) | 13 (Dia 91) | R$ 2.390.000  | R$ 40.000      | R$ 20.000 (O valor é multiplicado pelo peso da aposta de cada participante, a ser distribuído entre três moedas) | Aline Bruna Sarah Aline              | Ricardo                     | Aline (×2)                    | Errado       | R$ 2.510.000     | [ 42 ] |
| 13 (Dia 91) | 13 (Dia 91) | R$ 2.390.000  | R$ 40.000      | R$ 20.000 (O valor é multiplicado pelo peso da aposta de cada participante, a ser distribuído entre três moedas) | Aline Bruna Sarah Aline              | Ricardo                     | Bruna                         | Errado       | R$ 2.510.000     | [ 42 ] |
| 13 (Dia 93) | 13 (Dia 93) | R$ 2.510.000  | R$ 50.000      | R$ 10.000 (O valor é multiplicado pelo peso da aposta de cada participante, a ser distribuído entre três moedas) | Amanda Domitila Larissa              | Aline                       | Amanda                        | Errado       | R$ 2.580.000     | [ 43 ] |
| 13 (Dia 93) | 13 (Dia 93) | R$ 2.510.000  | R$ 50.000      | R$ 10.000 (O valor é multiplicado pelo peso da aposta de cada participante, a ser distribuído entre três moedas) | Amanda Domitila Larissa              | Aline                       | Domitila                      | Correto      | R$ 2.580.000     | [ 43 ] |
| 13 (Dia 93) | 13 (Dia 93) | R$ 2.510.000  | R$ 50.000      | R$ 10.000 (O valor é multiplicado pelo peso da aposta de cada participante, a ser distribuído entre três moedas) | Amanda Domitila Larissa              | Aline                       | Larissa                       | Errado       | R$ 2.580.000     | [ 43 ] |
| 13 (Dia 93) | 13 (Dia 93) | R$ 2.510.000  | R$ 50.000      | R$ 10.000 (O valor é multiplicado pelo peso da aposta de cada participante, a ser distribuído entre três moedas) | Amanda Domitila Larissa              | Bruna                       | Amanda                        | Errado       | R$ 2.580.000     | [ 43 ] |
| 13 (Dia 93) | 13 (Dia 93) | R$ 2.510.000  | R$ 50.000      | R$ 10.000 (O valor é multiplicado pelo peso da aposta de cada participante, a ser distribuído entre três moedas) | Amanda Domitila Larissa              | Bruna                       | Domitila                      | Correto      | R$ 2.580.000     | [ 43 ] |
| 13 (Dia 93) | 13 (Dia 93) | R$ 2.510.000  | R$ 50.000      | R$ 10.000 (O valor é multiplicado pelo peso da aposta de cada participante, a ser distribuído entre três moedas) | Amanda Domitila Larissa              | Bruna                       | Larissa                       | Errado       | R$ 2.580.000     | [ 43 ] |
| 13 (Dia 93) | 13 (Dia 93) | R$ 2.510.000  | R$ 50.000      | R$ 10.000 (O valor é multiplicado pelo peso da aposta de cada participante, a ser distribuído entre três moedas) | Amanda Domitila Larissa              | Ricardo                     | Amanda (×2)                   | Errado       | R$ 2.580.000     | [ 43 ] |
| 13 (Dia 93) | 13 (Dia 93) | R$ 2.510.000  | R$ 50.000      | R$ 10.000 (O valor é multiplicado pelo peso da aposta de cada participante, a ser distribuído entre três moedas) | Amanda Domitila Larissa              | Ricardo                     | Larissa                       | Errado       | R$ 2.580.000     | [ 43 ] |
| 14 (Dia 95) | 14 (Dia 95) | R$ 2.580.000  | R$ 100.000     | R$ 20.000 (O valor é multiplicado pelo peso da aposta de cada participante, a ser distribuído entre três moedas) | Larissa Ricardo                      | Aline                       | Ricardo (×3)                  | Correto (×3) | R$ 2.820.000     | [ 44 ] |
| 14 (Dia 95) | 14 (Dia 95) | R$ 2.580.000  | R$ 100.000     | R$ 20.000 (O valor é multiplicado pelo peso da aposta de cada participante, a ser distribuído entre três moedas) | Larissa Ricardo                      | Amanda                      | Larissa                       | Errado       | R$ 2.820.000     | [ 44 ] |
| 14 (Dia 95) | 14 (Dia 95) | R$ 2.580.000  | R$ 100.000     | R$ 20.000 (O valor é multiplicado pelo peso da aposta de cada participante, a ser distribuído entre três moedas) | Larissa Ricardo                      | Amanda                      | Ricardo (×2)                  | Correto (×2) | R$ 2.820.000     | [ 44 ] |
| 14 (Dia 95) | 14 (Dia 95) | R$ 2.580.000  | R$ 100.000     | R$ 20.000 (O valor é multiplicado pelo peso da aposta de cada participante, a ser distribuído entre três moedas) | Larissa Ricardo                      | Bruna                       | Larissa                       | Errado       | R$ 2.820.000     | [ 44 ] |
| 14 (Dia 95) | 14 (Dia 95) | R$ 2.580.000  | R$ 100.000     | R$ 20.000 (O valor é multiplicado pelo peso da aposta de cada participante, a ser distribuído entre três moedas) | Larissa Ricardo                      | Bruna                       | Ricardo (×2)                  | Correto (×2) | R$ 2.820.000     | [ 44 ] |
| 14 (Dia 98) | 14 (Dia 98) | R$ 2.820.000  | R$ 30.000      | R$ 30.000 (O valor é multiplicado pelo peso da aposta de cada participante, a ser distribuído entre três moedas) | Aline Bruna Larissa                  | Amanda                      | Aline                         | Errado       | R$ 2.880.000     | [ 45 ] |
| 14 (Dia 98) | 14 (Dia 98) | R$ 2.820.000  | R$ 30.000      | R$ 30.000 (O valor é multiplicado pelo peso da aposta de cada participante, a ser distribuído entre três moedas) | Aline Bruna Larissa                  | Amanda                      | Bruna                         | Errado       | R$ 2.880.000     | [ 45 ] |
| 14 (Dia 98) | 14 (Dia 98) | R$ 2.820.000  | R$ 30.000      | R$ 30.000 (O valor é multiplicado pelo peso da aposta de cada participante, a ser distribuído entre três moedas) | Aline Bruna Larissa                  | Amanda                      | Larissa                       | Correto      | R$ 2.880.000     | [ 45 ] |
| 14 (Final)  | 14 (Final)  | Prêmio final  | Prêmio final   | Prêmio final | Prêmio final                         | Prêmio final                | Prêmio final                  | Prêmio final | R$ 2.880.000     | [ 46 ] |

### Casa de Vidro
Em 16 de dezembro de 2022, foi anunciado durante o programa Mais Você que ocorreria uma Casa de Vidro na vigésima terceira edição, cujo resultado se daria antes do início do jogo (pela primeira vez na história do programa) e com uma função que seria determinante no time final dos participantes. Esta é a sexta edição em que a dinâmica é realizada, após o Big Brother Brasil 9, Big Brother Brasil 11, Big Brother Brasil 13, Big Brother Brasil 20 e Big Brother Brasil 22. A Casa de Vidro iniciou em 10 de janeiro de 2023 e foi montada no Via Parque Shopping, no Rio de Janeiro.
Quatro candidatos anônimos, dois homens e duas mulheres, disputaram as duas primeiras vagas do programa, sendo que o homem e a mulher mais votados pelo público entrariam na casa do BBB junto com os demais participantes. Os mais votados pelo público para ganharem as duas primeiras vagas no jogo foram Gabriel Tavares, dos homens; e Paula Freitas, das mulheres.
| Candidato                       | Idade | Ocupação               | Origem                    | Resultado     |
| ------------------------------- | ----- | ---------------------- | ------------------------- | ------------- |
| Gabriel Frias Tavares           | 24    | Administrador e modelo | Ribeirão Preto, São Paulo | Escolhido     |
| Manoel Vicente de Barros Junior | 32    | Psiquiatra             | Cuiabá, Mato Grosso       | Não escolhido |
|                                 |       |                        |                           |               |
| Giovanna Fanti Quagliarini Leão | 25    | Empresária             | Campinas, São Paulo       | Não escolhida |
| Paula Lailla Freitas Ribeiro    | 28    | Biomédica              | Jacundá, Pará             | Escolhida     |

### Dinâmica entre duplas
Em 13 de janeiro de 2023, após a divulgação da lista de participantes, foi aberta uma votação no site oficial para o público determinar a formação de duplas entre os confinados para a primeira semana de jogo. Os pares deveriam ser formados, obrigatoriamente, por um integrante do grupo Pipoca e um do grupo Camarote, com exceção de Gabriel e Paula, vencedores da votação da Casa de Vidro, que formariam uma dupla isenta da votação popular. O resultado da votação foi divulgado durante o programa Fantástico em 15 de janeiro de 2023. Cada dupla formada entrará na casa conectada e grudada, com um jogador preso ao outro. Além disso, deverão jogar juntos durante toda a primeira semana de jogo, incluindo as provas, a liderança e o Paredão.
Em 17 de janeiro de 2023, no Jogo da Discórdia, Fred Nicácio & Marília, por terem sido os mais apontados como a dupla com "mais sintonia" pelas outras duplas, ganharam uma recompensa de se desconectarem um do outro em convivência, porém ainda mantendo-se juntos nas dinâmicas.
Em 18 de janeiro de 2023, todos foram desconectados de suas duplas, mas ainda mantendo a dinâmica de provas e votação em dupla até o final da semana.
| Participante Pipoca | Participante Pipoca | Camarote Escolhido |
| ------------------- | ------------------- | ------------------ |
| Amanda              | Amanda              | Antônio            |
| Bruno               | Bruno               | Aline              |
| Cezar               | Cezar               | Domitila           |
| Cristian            | Cristian            | Marvvila           |
| Gabriel             | Paula               | —                  |
| Gustavo             | Gustavo             | Key                |
| Larissa             | Larissa             | Bruna              |
| Marília             | Marília             | Fred Nicácio       |
| Ricardo             | Ricardo             | Fred               |
| Sarah Aline         | Sarah Aline         | Gabriel Santana    |
| Tina                | Tina                | MC Guimê           |

### Poder Curinga
O "Poder Curinga" trata-se de uma novidade da edição, cujo recurso se assemelha a um "card do poder" que concederá uma vantagem a um jogador toda semana.
O trunfo poderá ser obtido através de uma espécie de leilão: antes das compras, aparecerá à disposição dos confinados um benefício ou jogada diferente, que terá apenas uma nomenclatura implícita, sem mais informações do que se trata o poder até a sua utilização na formação do Paredão. Dentro do Confessionário, cada confinado que se interessar pelo privilégio determina quantas estalecas (moeda fictícia do programa) está disposto a pagar para arrematá-lo. Ao final dos lances, o resultado é divulgado para todos e aquele que tiver dado o maior lance ganha o poder. É permitido aos participantes utilizarem quaisquer estratégias no processo, tal como corrida para ver quem entra antes no Confessionário, blefe sobre ter dado mais ou menos estalecas, segredo sobre o lance etc.
| Semana | Lances                                                                            | Ganhador                | Poder              | Consequência | Ref.   |
| ------ | --------------------------------------------------------------------------------- | ----------------------- | ------------------ | ------------ | ------ |
| 1      | Tina (679) Cezar (500) Domitila (450) Key (300) Gabriel Santana (1)               | Tina (MC Guimê & Tina)2 | Voto peso 2        | Ver nota 4   | [ 60 ] |
| 2      | Antônio (1340) MC Guimê (1330) Ricardo (930) Sarah Aline (820) Fred Nicácio (260) | Antônio                 | Um veto no Paredão | Ver nota 12  | [ 61 ] |
| 3      | Paula (1800) Key (1710) Gabriel Santana (1335)                                    | Paula                   | Poder de Escolha   | Ver nota 15  | [ 62 ] |
| 4      | Key (2300) Cristian (2200) Amanda (2080)                                          | Key                     | Superpoder         | Ver nota 20  | [ 63 ] |
| 5      | Cristian (2330) Fred Nicácio (2130) Amanda (1500)                                 | Cristian                | Poder do Silêncio  | Ver nota 24  | [ 64 ] |
| 7      | Sarah Aline (1280) Ricardo (1270) Aline (1260) Gabriel Santana (1200)             | Sarah Aline             | Poder do Caminho   | Ver nota 35  | [ 65 ] |
| 8      | Aline (1970) Ricardo (1800)                                                       | Aline                   | Poder do Contra    | Ver nota 42  | [ 66 ] |
| 9      | Ricardo (1830) Amanda (1000) Fred (512)                                           | Ricardo                 | Poder da Mala      | Ver nota 46  | [ 67 ] |
| 10     | Amanda (1590) Gabriel Santana (1325) Fred Nicácio (500)                           | Amanda                  | Poder Reverso      | Ver nota 52  | [ 68 ] |
| 11     | Sarah Aline (1600) Amanda (800)                                                   | Sarah Aline             | Poder Real         | Ver nota 55  | [ 69 ] |
| 12     | Aline (2210) Domitila (1900)                                                      | Aline                   | Poder da Mistura   | Ver nota 61  | [ 70 ] |

### Central de Controle do Líder
Nesta edição, o Líder da semana vai poder desfrutar de uma grande central de controle, direto do seu aposento exclusivo. O recurso   terá diversos comandos que possibilitam uma visão privilegiada do jogo, que poderão ser acessados de maneira limitada e pré-determinada. O quarto do Líder também passará a ter um scanner de reconhecimento facial na porta, que deixará apenas os autorizados entrarem.
Além das tradicionais regalias e poderes mantidos, o Líder vai poder, com limite de acesso, assistir ao que acontece no restante da casa com áudio; descobrir o total de votos que recebeu até então; e a possibilidade de despertar os participantes na hora que desejar.

### Coleta seletiva
A partir desta edição, os participantes serão recompensados de acordo com a qualidade do lixo descartado. Eles ganharão estalecas semanalmente a partir da coleta seletiva realizada com base em um ranking estabelecido pela direção do reality show com a área de Gestão Ambiental da TV Globo.
A ideia é dar luz à questão da sustentabilidade e mostrar como a separação do lixo pode ser uma tarefa incluída na rotina do brasileiro.

### Recado do Eliminado
Pela primeira vez no programa, o participante eliminado pode deixar um recado em vídeo para alguém que ainda está na disputa. O vídeo será endereçado e exibido na tela da casa, diante de todos os confinados. Os participantes eliminados poderão deixar um conselho, alerta, ou até mesmo informações duvidosas a fim de prejudicar um confinado, de acordo com as suas estratégias pessoais.

### Poder Supremo
Nessa temporada, ocorreu a volta do Poder Supremo, anteriormente utilizando na décima edição e na décima segunda edição do reality. Repetindo a dinâmica do BBB12, o poder foi concedido pelo Big Fone em 23 de fevereiro, durante a denominada "Semana Turbo", na qual ocorreria dois Paredões. MC Guimê atendeu a ligação e recebeu o poder que lhe daria a opção de trocar qualquer pessoa indicada ao Paredão daquela semana, inclusive o indicado do líder.
Os indicados naquele Paredão eram Antônio "Cara de Sapato", indicado pela líder Sarah Aline, Fred Nicácio, Contragolpe de Antônio, e Domitila Barros, indicada pela casa com 5 votos. Guimê optou por trocar Antônio por Gustavo Benedeti, formando assim o Paredão com Domitila, Fred Nicácio e Gustavo, sem a tradicional prova "Bate e Volta".

### Quarto Branco
Na oitava semana de programa acontece novamente a dinâmica do Quarto Branco, utilizada anteriormente na nona, décima e vigésima edição do programa.
No dia 8 de março, na área externa da casa, terá um misterioso botão. Quem apertar o botão primeiro vai para o Quarto Branco e vai indicar alguém para ir junto. Caso duas ou mais pessoas combinem de apertar o botão juntas o botão não vai ser acionado. Nada vai acontecer até que apenas uma pessoa aperte sozinha. Chegando ao Quarto Branco, as duas pessoas foram pré-indicadas ao Paredão, mas, elas vão participar de um duelo de resistência dentro de um carro, que vai livrar um deles do Paredão. O vencedor do duelo se salva do Paredão e ganha uma imunidade e um carro como prêmios, enquanto o perdedor é indicado direto ao Paredão, definitivamente, sem a chance de disputar a prova "Bate e Volta". Caso os dois resistam até o programa da quinta-feira, acontecerá um desfecho ao vivo.
Domitila Barros apertou o botão e indicou Fred para o Quarto Branco com ela. Após 18 horas e 9 minutos de prova, Domitila acabou derrubando o disco e perdendo o duelo, sendo definitivamente indicada ao Paredão. Por conta disso, Fred, vencedor do duelo, se salvou do Paredão e ganhou uma imunidade e um carro, sendo liberado do quarto, logo após o término da prova. Enquanto, Domitila ainda permaneceu isolada no quarto até a edição ao vivo do programa, ficando 35 horas e 38 minutos ao todo, quando o resultado da prova foi oficializado.

### Intercâmbio cultural

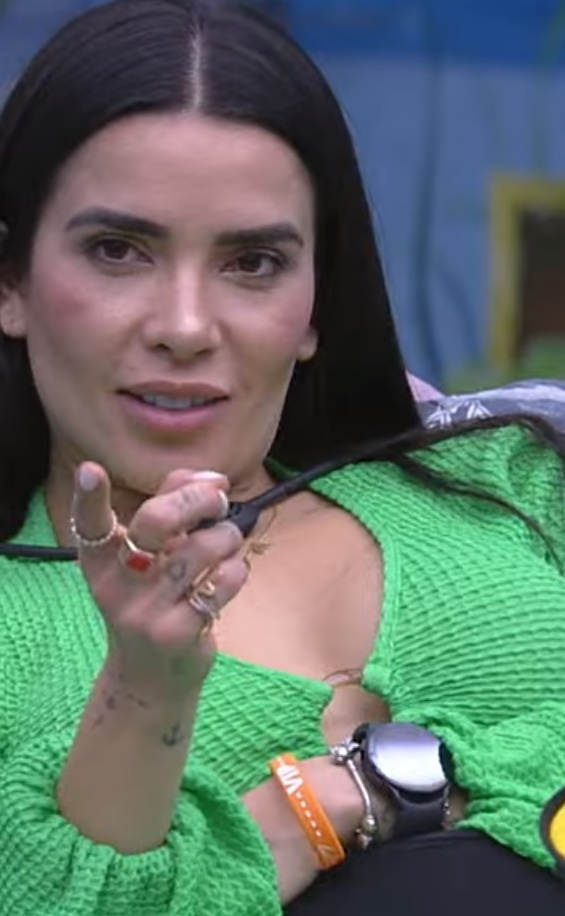
A modelo e influenciadora digital mexicana Dania Méndez, ex-participante de La Casa de Los Famosos 3, participou do BBB 23 como parte do intercâmbio cultural entre os dois programas

No dia 10 de março de 2023, foi anunciado que a edição faria um intercâmbio cultural com o La Casa de los Famosos 3, gravado no México. No dia 14 de março de 2023, foi anunciado que a participante Dania Méndez viria ao Brasil e a já eliminada Key Alves iria para o México. Dania entrou na casa do BBB23 no dia 15 de março de 2023 e permaneceu até o dia 17 de março de 2023, retornando ao reality show mexicano.
Key chegou ao La Casa de los Famosos 3 no dia 15 de março de 2023 e deixou o reality show mexicano no dia 19 de março de 2023.

### Casa do Reencontro
Em 19 de março de 2023, foi anunciado por Tadeu Schmidt que todos os participantes eliminados até a nona semana (com exceção do desistente Bruno Nogueira, e dos expulsos Antônio "Cara de Sapato" e MC Guimê) iriam se reencontrar num novo confinamento, chamado de "Casa do Reencontro", onde disputariam entre si duas vagas para retornarem ao jogo, sendo a primeira vez na história do programa em que mais de um participante eliminado retorna ao BBB.
O confinamento dos participantes teve início em 19 de março de 2023, para que não pudessem ver o Paredão formado naquela semana. A votação iniciou em 21 de março de 2023 e os dois participantes mais votados pelo público retornaram à casa do BBB em 23 de março de 2023 sem imunidade e vetados da Prova do Líder e da Prova do Anjo, que seria autoimune. Fred, que ingressou na Casa do Reencontro logo após ter sido eliminado no décimo Paredão, optou por não prosseguir na dinâmica antes da votação ter iniciado. Os dois mais votados pelo público para retornarem ao jogo foram Larissa Santos e Fred Nicácio, respectivamente.
| Candidato                              | Idade | Ocupação                            | Origem                                | Resultado     |
| -------------------------------------- | ----- | ----------------------------------- | ------------------------------------- | ------------- |
| Cristian Vanelli Bianchin              | 33    | Empresário                          | Caxias do Sul, Rio Grande do Sul      | Não escolhido |
| Bruno Carneiro Nunes (Fred)            | 33    | Jornalista e influenciador digital  | São Paulo, São Paulo                  | Desistente    |
| Fred William Nicácio Souza de Oliveira | 36    | Médico e fisioterapeuta             | Campos dos Goytacazes, Rio de Janeiro | Escolhido     |
| Gabriel Frias Tavares                  | 24    | Administrador e modelo              | Ribeirão Preto, São Paulo             | Não escolhido |
| Gustavo Harres Benedeti                | 28    | Fazendeiro e empresário             | Sinop, Mato Grosso                    | Não escolhido |
| Keyla Alves Ramalho (Key)              | 23    | Jogadora de vôlei                   | Bauru, São Paulo                      | Não escolhida |
| Larissa Espindola dos Santos           | 24    | Professora de educação física       | Sombrio, Santa Catarina               | Escolhida     |
| Marília Miranda Rocha de Oliveira      | 32    | Maquiadora e influenciadora digital | Natal, Rio Grande do Norte            | Não escolhida |
| Paula Lailla Freitas Ribeiro           | 28    | Biomédica                           | Jacundá, Pará                         | Não escolhida |
| Albertina Maria Calamba (Tina)         | 29    | Analista de marketing e modelo      | Huambo, Huambo, Angola                | Não escolhida |

### Votação Reversa
Na décima primeira semana do programa, o sistema de votação funcionou de forma oposta, com o público votando em quem deveria permanecer no programa, ao invés de votar na eliminação de um participante.
Na dinâmica da semana, a dona do Poder Curinga (Sarah Aline), ganharia imunidade. A dupla vencedora da Prova do Anjo (Amanda e Larissa) imunizariam uma pessoa em consenso (Bruna). A Líder da semana (Aline) indicaria uma pessoa (Domitila), a casa vota em duas pessoas, sendo os dois mais votados (Amanda e Larissa) indicados ao Paredão. E uma nova dinâmica, o "Restam Dois", onde os dois indicados pela casa imunizam alguém não indicado, fazendo com que sobrem duas pessoas, que estariam indicadas ao Paredão. A mais votada pela casa, Larissa, salvou Ricardo, enquanto Amanda salvou Fred Nicácio, fazendo com que sobrassem Cezar e Marvvila.
A prova "Bate e Volta" foi disputada por Amanda, Cezar, Larissa e Marvvila, com Cezar vencendo, formando assim o Paredão quádruplo entre Amanda, Domitila, Larissa e Marvvila. Como resultado, Marvvila foi eliminada com apenas 16,95% dos votos, contra Larissa (23,04%), Domitila (25,69%) e Amanda (34,32%).

### Poder do Não
| Semana     | Poder do Não                | Total de vetos | Participantes vetados                 | Ref.    |
| ---------- | --------------------------- | -------------- | ------------------------------------- | ------- |
| 1          | Prova de Imunidade          | 2              | Cristian & Marvvila e MC Guimê & Tina | [ 100 ] |
| 2          | Bruna                       | 2              | Domitila e Gabriel Santana            | [ 101 ] |
| 2          | Larissa                     | 2              | Cezar e Cristian                      | [ 101 ] |
| 2          | Fred Nicácio                | 1              | Gabriel                               | [ 101 ] |
| 4          | Gustavo                     | 1              | Ricardo                               | [ 102 ] |
| 4          | Cezar                       | 1              | Antônio                               | [ 102 ] |
| 4          | Gabriel Santana             | 1              | MC Guimê                              | [ 102 ] |
| 6 (Dia 39) | Consequência Surpresa       | 3              | Gabriel Santana, Gustavo e Key        | [ 103 ] |
| 6 (Dia 42) | Sarah Aline                 | 1              | Antônio                               | [ 104 ] |
| 7          | Super Prova do Líder e Anjo | 1              | Cezar                                 | [ 105 ] |
| 7          | MC Guimê                    | 1              | Key                                   | [ 77 ]  |
| 7          | Bruna                       | 1              | Domitila                              | [ 106 ] |
| 8          | Quarto Branco               | 2              | Domitila e Fred                       | [ 107 ] |
| 8          | Fred                        | 1              | Cezar                                 | [ 108 ] |
| 9          | Consequência Surpresa       | 2              | Aline e Sarah Aline                   | [ 109 ] |
| 10         | Casa do Reencontro          | 2              | Fred Nicácio e Larissa                | [ 92 ]  |
| 10         | Bruna                       | 1              | Domitila                              | [ 110 ] |
| 12         | Aline                       | 1              | Fred Nicácio                          | [ 111 ] |

### Castigo do Monstro
| Semana      | Anjo            | Castigados             | Monstro | Ref.    |
| ----------- | --------------- | ---------------------- | --- | ------- |
| 1           | Aline & Bruno   | Fred Nicácio & Marília | Biscoiteiro: a dupla escolhida para o castigo estará vestida de biscoito e caçará likes pela casa. | [ 112 ] |
| 2           | Ricardo         | Domitila               | Mala sem Alça: vestidos de mala e segurando a alça que caiu, a dupla precisará, ao sinal sonoro, ir para o gramado balançar a "chatice" sem parar. | [ 113 ] |
| 2           | Ricardo         | Gabriel Santana        | Mala sem Alça: vestidos de mala e segurando a alça que caiu, a dupla precisará, ao sinal sonoro, ir para o gramado balançar a "chatice" sem parar. | [ 113 ] |
| 3           | Cristian        | Amanda                 | Novelo de Lã: os dois castigados deverão vestir um novelo de lã e segurar agulhas de tricô. Ao sinal sonoro, deverão ir ao gramado e botar o tricô em dia. | [ 114 ] |
| 3           | Cristian        | MC Guimê               | Novelo de Lã: os dois castigados deverão vestir um novelo de lã e segurar agulhas de tricô. Ao sinal sonoro, deverão ir ao gramado e botar o tricô em dia. | [ 114 ] |
| 4           | Amanda          | Cezar                  | Em Cima do Muro: os dois castigados deverão se revezar o tempo todo em cima do muro. O muro nunca pode ficar vazio. | [ 115 ] |
| 4           | Amanda          | Marvvila               | Em Cima do Muro: os dois castigados deverão se revezar o tempo todo em cima do muro. O muro nunca pode ficar vazio. | [ 115 ] |
| 5           | Ricardo         | Cezar                  | Pavio Curto: os dois castigados terão que passar o tempo todo vestidos de irritadinhos. Ao sinal do Monstro, deverão ir até a área reservada e extravasar a falta de paciência. | [ 116 ] |
| 5           | Ricardo         | Cristian               | Pavio Curto: os dois castigados terão que passar o tempo todo vestidos de irritadinhos. Ao sinal do Monstro, deverão ir até a área reservada e extravasar a falta de paciência. | [ 116 ] |
| 6 (Dia 42)  | MC Guimê        | Key                    | Paredão: o castigado é indicado automaticamente ao Paredão. | [ 117 ] |
| 7           | MC Guimê        | Gabriel Santana        | Marionete: um deverá ser a marionete, e o outro terá que manipular a marionete. Ambos deverão passar o tempo todo conectados. Ao sinal do Monstro, a dupla terá que ir ao palco montado no gramado e divertir todo mundo com sua apresentação.                                                        | [ 118 ] |
| 7           | MC Guimê        | Marvvila               | Marionete: um deverá ser a marionete, e o outro terá que manipular a marionete. Ambos deverão passar o tempo todo conectados. Ao sinal do Monstro, a dupla terá que ir ao palco montado no gramado e divertir todo mundo com sua apresentação.                                                        | [ 118 ] |
| 8           | Cezar           | Marvvila               | Puxa Saco: os dois castigados terão que passar o tempo todo segurando um saco. Ao sinal do Monstro, eles deverão ir à área reservada no gramado e provar que tem talendo de sobra para puxar o saco.                                                                                                  | [ 119 ] |
| 8           | Larissa         | Ricardo                | Puxa Saco: os dois castigados terão que passar o tempo todo segurando um saco. Ao sinal do Monstro, eles deverão ir à área reservada no gramado e provar que tem talendo de sobra para puxar o saco.                                                                                                  | [ 119 ] |
| 9           | Gabriel Santana | Aline                  | Amigo da Onça: os dois castigados terão que ficar o tempo todo abraçados em uma onça. | [ 120 ] |
| 9           | Gabriel Santana | Fred                   | Amigo da Onça: os dois castigados terão que ficar o tempo todo abraçados em uma onça. | [ 120 ] |
| 10          | Ricardo         | Bruna                  | Pescaria: os dois escolhidos deverão provar que são excelentes pescadores. Para isso, irão se revezar à beira do lago no centro do gramado e a pescaria não pode parar nunca. Enquanto um estiver pescando, o outro deverá passar o tempo todo segurando uma rede de pesca.                           | [ 121 ] |
| 10          | Ricardo         | Larissa                | Pescaria: os dois escolhidos deverão provar que são excelentes pescadores. Para isso, irão se revezar à beira do lago no centro do gramado e a pescaria não pode parar nunca. Enquanto um estiver pescando, o outro deverá passar o tempo todo segurando uma rede de pesca.                           | [ 121 ] |
| 11          | Amanda          | Marvvila               | Batata Quente: um castigado deverá segurar o tempo inteiro uma batata e, o outro, um garfo. Ao toque do sinal sonoro, a dupla deverá trocar os objetos entre si. O sinal só para de tocar quando a troca for realizada.                                                                               | [ 122 ] |
| 11          | Larissa         | Ricardo                | Batata Quente: um castigado deverá segurar o tempo inteiro uma batata e, o outro, um garfo. Ao toque do sinal sonoro, a dupla deverá trocar os objetos entre si. O sinal só para de tocar quando a troca for realizada.                                                                               | [ 122 ] |
| 12          | Cezar           | Aline                  | Paredão: os castigados são indicados automaticamente ao Paredão. | [ 123 ] |
| 12          | Cezar           | Amanda                 | Paredão: os castigados são indicados automaticamente ao Paredão. | [ 123 ] |
| 13 (Dia 89) | Sarah Aline     | Amanda                 | Palhaço Sentinela: vestidos de palhaço, os dois castigados deverão se revezar no picadeiro posicionado no gramado. O picadeiro nunca poderá ficar vazio. Além disso, os dois deverão disputar um desafio de arremesso, na qual o perdedor iniciará a formação do Paredão já com dois votos recebidos. | [ 124 ] |
| 13 (Dia 89) | Sarah Aline     | Bruna                  | Palhaço Sentinela: vestidos de palhaço, os dois castigados deverão se revezar no picadeiro posicionado no gramado. O picadeiro nunca poderá ficar vazio. Além disso, os dois deverão disputar um desafio de arremesso, na qual o perdedor iniciará a formação do Paredão já com dois votos recebidos. | [ 124 ] |

### Big Fone
O Big Fone é uma dinâmica que dá uma ordem e a pessoa que atendeu deve segui-la.
| Semana | Semana | Mensagem |
| ------ | ------ | --- |
| 3      | 3      | Quem atender (Tina) deve indicar dois participantes ao Paredão (Domitila e Gabriel Santana).                                                                                                |
| 4      | 4      | Quem atender (Gustavo) está no Paredão e deve indicar outro participante à berlinda (Bruno). Ambos tem a chance de escapar se vencer a Prova do Líder.                                      |
| 6      | Dia 39 | Quem atender (MC Guimê) ganha o Poder Supremo, e pode salvar qualquer indicação ao Paredão (Antônio), inclusive a do Líder, e deve botar outro participante na berlinda no lugar (Gustavo). |
| 6      | Dia 42 | Quem atender (Sarah Aline) está imune ao próximo Paredão e deve indicar outro participante à berlinda (Antônio).                                                                            |
| 7      | 7      | Quem atender (MC Guimê) deve indicar dois participantes ao Paredão (Cezar e Key). |

## Shows e participações especiais
| Data                    | Artista/Banda           | Tema                                                                                | Ref.    |
| ----------------------- | ----------------------- | ----------------------------------------------------------------------------------- | ------- |
| 18 de janeiro de 2023   | Anitta                  | Ação especial: Rexona (participação transmitida por telão aos participantes)        | [ 125 ] |
| 18 de janeiro de 2023   | Anitta                  | Festa Rexona                                                                        | [ 126 ] |
| 20 de janeiro de 2023   | Monobloco               | Festa Bloco Não Te Abandona                                                         | [ 127 ] |
| 20 de janeiro de 2023   | É o Tchan!              | Festa Bloco Não Te Abandona                                                         | [ 127 ] |
| 20 de janeiro de 2023   | Saulo Fernandes         | Festa Bloco Não Te Abandona                                                         | [ 127 ] |
| 26 de janeiro de 2023   | Marcos Mion             | Ação especial: Chevrolet (participação transmitida por telão aos participantes)     | [ 128 ] |
| 27 de janeiro de 2023   | Skank                   | Festa QuintoAndar                                                                   | [ 129 ] |
| 3 de fevereiro de 2023  | Mel Maia                | Ação especial: TikTok (participação transmitida por telão aos participantes)        | [ 130 ] |
| 3 de fevereiro de 2023  | Simone Mendes           | Festa TikTok                                                                        | [ 131 ] |
| 3 de fevereiro de 2023  | Felipe Araújo           | Festa TikTok                                                                        | [ 131 ] |
| 3 de fevereiro de 2023  | Menos é Mais            | Festa TikTok                                                                        | [ 131 ] |
| 6 de fevereiro de 2023  | Marina Ruy Barbosa      | Ação especial: Pantene (participação transmitida por telão aos participantes)       | [ 132 ] |
| 7 de fevereiro de 2023  | Bruno de Luca           | Ação especial: Oral-B (participação transmitida por telão aos participantes)        | [ 133 ] |
| 7 de fevereiro de 2023  | Vivian Amorim           | Ação especial: Oral-B (participação transmitida por telão aos participantes)        | [ 133 ] |
| 10 de fevereiro de 2023 | Xand Avião              | Festa Stone                                                                         | [ 134 ] |
| 10 de fevereiro de 2023 | Zé Vaqueiro             | Festa Stone                                                                         | [ 134 ] |
| 10 de fevereiro de 2023 | Mari Fernandez          | Festa Stone                                                                         | [ 134 ] |
| 10 de fevereiro de 2023 | Nattanzinho             | Festa Stone                                                                         | [ 134 ] |
| 12 de fevereiro de 2023 | Beija-Flor de Nilópolis | Ação especial: Escola de Samba                                                      | [ 135 ] |
| 14 de fevereiro de 2023 | Ana Clara               | Ação especial: QuintoAndar (participação transmitida por telão aos participantes)   | [ 136 ] |
| 18 de fevereiro de 2023 | Vitória Strada          | Ação especial: Samsung (participação transmitida por telão aos participantes)       | [ 137 ] |
| 18 de fevereiro de 2023 | Dilsinho                | Festa Samsung                                                                       | [ 138 ] |
| 24 de fevereiro de 2023 | Pedro Sampaio           | Festa Mercado Livre                                                                 | [ 139 ] |
| 3 de março de 2023      | Camila Queiroz          | Ação especial: Pantene (participação transmitida por telão aos participantes)       | [ 140 ] |
| 3 de março de 2023      | Gloria Groove           | Festa Pantene                                                                       | [ 141 ] |
| 7 de março de 2023      | Luís Roberto            | Ação especial: TikTok (participação transmitida por telão aos participantes)        | [ 142 ] |
| 7 de março de 2023      | Patrícia Ramos          | Ação especial: TikTok (participação transmitida por telão aos participantes)        | [ 142 ] |
| 11 de março de 2023     | Luísa Sonza             | Festa Engov                                                                         | [ 143 ] |
| 15–17 de março de 2023  | Dania Méndez            | Intercâmbio com La Casa de los Famosos 3                                            | [ 87 ]  |
| 17 de março de 2023     | Camila Queiroz          | Ação especial: Amor Perfeito (participação transmitida por telão aos participantes) | [ 144 ] |
| 17 de março de 2023     | Diogo Almeida           | Ação especial: Amor Perfeito (participação transmitida por telão aos participantes) | [ 144 ] |
| 17 de março de 2023     | Vivian Amorim           | Ação especial: SonoZz (participação transmitida por telão aos participantes)        | [ 145 ] |
| 17 de março de 2023     | NX Zero                 | Festa SonoZzz                                                                       | [ 146 ] |
| 24 de março de 2023     | João Gomes              | Festa Pague Menos                                                                   | [ 147 ] |
| 24 de março de 2023     | Wesley Safadão          | Festa Pague Menos                                                                   | [ 147 ] |
| 3 de abril de 2023      | Pequena Lo              | Ação especial: Nestlé (participação transmitida por telão aos participantes)        | [ 148 ] |
| 7 de abril de 2023      | Pitty                   | Festa Dove                                                                          | [ 149 ] |
| 7 de abril de 2023      | Duda Beat               | Festa Dove                                                                          | [ 149 ] |
| 7 de abril de 2023      | Negra Li                | Festa Dove                                                                          | [ 149 ] |
| 12 de abril de 2023     | Ivete Sangalo           | Festa Vult                                                                          | [ 150 ] |
| 12 de abril de 2023     | Rebecca                 | Festa Vult                                                                          | [ 150 ] |
| 15 de abril de 2023     | Fundo de Quintal        | Festa Óticas Carol                                                                  | [ 151 ] |
| 15 de abril de 2023     | Pixote                  | Festa Óticas Carol                                                                  | [ 151 ] |
| 17 de abril de 2023     | Cauã Reymond            | Ação especial: Terra e Paixão                                                       | [ 152 ] |
| 25 de abril de 2023     | Carlinhos Brown         | Final                                                                               | [ 153 ] |
| 25 de abril de 2023     | Iza                     | Final                                                                               | [ 153 ] |
| 25 de abril de 2023     | Mumuzinho               | Final                                                                               | [ 153 ] |
| 25 de abril de 2023     | Lauana Prado            | Final                                                                               | [ 153 ] |

## Controvérsias

### Falas sobre enfermeiros
Em 18 de janeiro, Fred Nicácio gerou polêmica ao relatar um caso de racismo que sofreu no passado, mas a história acabou se voltando contra ele, pois repercutiu nas redes sociais. Na conversa, o médico relatou a época em que era fisioterapeuta e sofreu preconceito por parte de uma enfermeira branca: "Vi um médico entubando e disse: 'Eu queria fazer isso aí'. E daí, uma enfermeira branca disse: 'Sai daí, menino, isso aí é só pra médico'. Tá bom". Sete anos depois, amor, eu voltei lá, e ela foi minha enfermeira. É, tô aqui, doutor Fred Nicácio, e aí? Agora eu vou entubar e você vai me ajudar. Porque a gente trata racista assim, expondo, porque quem criou o constrangimento que lide com ele".
Cezar Black, que é enfermeiro, acabou se sentindo ofendido com a declaração: "As pessoas têm o estigma de dizer que enfermeiro é secretário. Fred falou tentando parecer ser algo de positivo, 'a enfermeira me criticou porque eu era fisioterapeuta, mas depois virei médico e ela tinha que me auxiliar', pra gente é super ofensivo", desabafou o brother.
No Instagram, o Conselho Regional de Enfermagem de São Paulo (Coren-SP) emitiu uma nota de repúdio à fala de Nicácio, destacando que “a enfermagem é uma profissão regulamentada e autônoma e não está subordinada a nenhuma outra, uma vez que todas as categorias da saúde têm atribuições devidamente estabelecidas”.

### Acusação de relacionamento abusivo
O participante Gabriel Tavares teve algumas falas em tom grosseiro e gestos (como ter segurado o braço dela ou quase empurra-la para passar a sua frente ao ir no Confessionário fazer o Raio-X) contra Bruna Griphao, seu interesse amoroso no jogo. Diante dessa situação, no dia 22 de janeiro de 2023, durante o programa ao vivo, o apresentador Tadeu Schmidt falou com a casa.
“Vocês estão percebendo que tem alguma coisa errada? Estou aqui para fazer um alerta antes que seja tarde. Quem está envolvido em um relacionamento, talvez, nem perceba, ache que é normal. Mas quem tá de fora consegue enxergar quando os limites estão prestes a serem gravemente ultrapassados”, declarou Tadeu. Ele relembrou diálogos de Bruna e Gabriel, nos quais a atriz disse que era “o homem da relação” e o modelo afirmou: “Mas já já você vai tomar umas cotoveladas na boca.”
Desde que o casal foi formado ainda na primeira festa do programa, a dinâmica entre os dois foi marcada por uma série de discussões e comentários grosseiros. Em 21 de janeiro, enquanto conversavam na área externa da casa, Gabriel deu um puxão no braço da atriz dizendo que ela o interrompeu enquanto falava. “É que você me atropela”, disse. No domingo, enquanto conversava com MC Guimê, Gabriel fez comentários parecidos quando Bruna tentou falar algo: “Toda hora você me interrompe e eu estou pegando pilha. Você vai me atropelar toda hora nessa porr*. Eu sou mudo ou você que é surda?”

### Acusações de racismo

#### Gabriel Tavares
Em 30 de janeiro, Gabriel foi acusado de fazer um comentário racista contra Bruno Nogueira, ao dizer que que o cabelo de Bruno é “duro” e “parece o carpete da grama”, dando risada em seguida. Momentos mais tarde, Larissa dos Santos disse que Bruno teria ficado sem graça. Amanda Meirelles, por sua vez, destacou: “ah não… é, isso é pesado”.

#### Bruna Griphao
Em 25 de fevereiro, durante a festa da semana, Bruna foi acusada de racismo após uma discussão com Fred Nicácio. Enquanto conversava com Larissa e Sarah, a atriz relembrou da forma que Fred havia agido com a eliminação de Tina Calamba. Bruna: "Talvez o 'Fredão' tivesse uma outra percepção da Tina que ela não abria para ele o que ela abria para a gente. Eu falei isso..." Larissa: "Para nós, ela falava tudo diferente. Tanto que a gente se apavorou." Bruna: "De qualquer forma, eu achei independente... Quem sou eu para julgar. Aí a gente trouxe o tema 'urubu de luto', que rola."
Nas redes sociais, alguns espectadores criticaram o termo utilizado por Bruna e apontaram que a fala tinha cunho racista. O próprio perfil de Nicácio compartilhou o vídeo do momento no Twitter.
Em 21 de março, A beira da piscina, Bruna brincava com Ricardo Camargo e Fred. Durante a conversa, ela fala da existência de um “urublue”, um “ponto azul no céu”. Em seguida, Bruna fala, enquanto Marvvila passa pela piscina: “Olha ela de biquíni azul. Ele vai passando, olha ali um urublue”. Para os internautas, foi um ato racista contra a colega. Já os defensores e equipe de Bruna, alegam que se trata de “um corte feito de forma maldosa”.
Em 3 de abril, durante conversa com Aline Wirley, Amanda Meirelles e Larissa dos Santos, Bruna disse a seguinte frase enquanto rimava: "Aqui, se você tá confortável, come uma banana. Quando tá desconfortável, todo mundo espana". Segundo o público, a fala foi em referência à Sarah Aline Rodrigues, já que ela estava anteriormente falando sobre a sister estar em um "jogo confortável".
A equipe de Sarah Aline emitiu um comunicado após o vídeo viralizar, em 5 de abril. “Estamos cientes e em posse de todas as imagens e vídeos do episódio envolvendo a participante Bruna Griphao. Segunda-feira (03), Bruna fez uma rima sobre o jogo confortável da Sarah e, nesse contexto, citou o termo “banana”" inicia o texto. "Não é a primeira vez que a participante usa termos ou faz rimas que estigma ou estereotipa pessoas pretas”, continuam eles, frisando sobre como não é a primeira polêmica que a atriz se envolvendo ao deixar comentários sobre participantes pretos. “Temos consciência de que tais associações não são incomuns e a depender do caso, podem se configurar como criminosas. Por aqui, estamos analisando todo o episódio juntamente com a nossa equipe jurídica e medidas cabíveis serão tomadas. Agradecemos a preocupação e o carinho de todos”, completa o texto.

#### Fred
Um comentário feito por Fred após o Jogo da Discórdia em 6 de março causou repercussão nas redes sociais. Durante o momento do seu desabafo, após grande discussão, Sarah Aline se descreveu como uma mulher negra. “Eu sou sim doce. Mas eu também sou reativa porque eu sou uma pessoa grande. Eu sei aquilo que eu quero fazer e eu sei porque eu tô aqui”, comentou. Depois disso, Sarah deixou todos falando sozinhos na sala e foi para o quarto fundo do mar. No entanto, A atitude da psicóloga deixou Fred irritado. O brother, então, reclamou com Gabriel Santana. “Aí ela fala e ninguém pode falar? E ainda coloca a causa em cima do negócio?“, comentou. Fred também chegou a dizer que Sarah Aline havia o olhado com um "olhar de ódio".
Após o Jogo da Discórdia de 13 de março, Sarah Aline estava reunida com alguns aliados, falando sobre os acontecimentos do Big Brother Brasil 23, quando apontou algumas falas que considerou racistas vindas do youtuber Fred. De acordo com Sarah Aline, o que estão fazendo com o biomédico Ricardo Camargo é a mesma discriminação que fizeram com o médico Fred Nicácio, antes do brother ser eliminado do programa. “Eu vi muito isso acontecendo com o Alfacinho, por isso eu quero entender a situação. Uma das coisas que me assustou foi quando eu ouvi do Fred que ele não conseguia prestar atenção no que eu estava falando porque o meu ‘olhar de raiva’ fez com que ele entendesse que eu era uma pessoa maldosa. Tipo: ‘A Sarinha bondosa não existe, essa é a Sarah [mau] que eu não via e que eu acho que é ela mesmo, que é Sarah essa raivosa, essa maldosa’. Eu fiquei assustada quando ele falou isso! Eu pensei: ‘car****, eu só tava indignada’”, comentou a psicóloga.

### Acusações de machismo

#### Fred Nicácio
Após a derrota na primeira prova bate e volta, Fred Nicácio deu um jeito de culpar o corpo de sua dupla no reality show, Marília Miranda, que realizou a disputa com o participante. Em uma conversa com Key Alves, o brother começou o discurso negando que queria jogar a culpa na parceira, mas acabou se contradizendo. “Fiz questão de ‘desculpabilizar’ a Mari antes de qualquer questão, porque eu sei como a internet é”, soltou.
Em 7 de fevereiro, em uma conversa no quarto do líder, Fred Nicácio se envolveu em uma polêmica, juntamente a Key Alves, após alguns comentários relacionados a Larissa dos Santos. No meio das falas de Key, Fred Nicácio resolveu cantar uma música, em que satiriza o comportamento da sister. "Um jeito de piranha no corpo de piranha do tipo de piranha que é piranha", cantou.

#### Key Alves
Em 7 de fevereiro, Key Alves se envolveu em algumas situações com falas consideradas machistas. A jogadora de vôlei disse que a professora de educação física só se relaciona com Fred, do canal Desimpedidos, por interesse e a conversa teve adjetivos como "piranha" e "cachorra". A atleta foi acusada de machismo nas redes sociais. A equipe de Key precisou fazer um posicionamento justificando a fala dela:  “Gostaríamos de lembrar que o BBB é um jogo de emoções, extremos e que nada é definitivo, as opiniões podem mudar. Reconhecemos que em um ambiente tão desafiador, as pessoas vão acabar expondo suas inseguranças e cometendo falhas, assim como na vida real", diz a nota.

#### Cezar Black, Cristian Vanelli e Gustavo Benedeti
Em conversa no quarto do Líder, em 7 de fevereiro, falas machistas de Cezar Black, Cristian Vanelli e Gustavo Benedeti causaram revolta nas redes sociais, incluindo das equipes de demais participantes do programa. Eles criticaram o corpo das mulheres do reality show e fizeram comparações entre elas. Para muitos, os comentários soaram grosseiros.
Com acesso às imagens da casa no Quarto do Líder, o trio observava Bruna Griphao e Larissa enquanto as duas se trocavam no Quarto Deserto. O corpo da professora de educação física foi alvo de comentários. Cezar Black comentou que a sister já fez vários procedimentos estéticos, e Gustavo mencionou que a jovem não treina na academia do BBB 23. Larissa foi chamada de “montada” pelos brothers. Cristian então soltou: “Queria falar um negócio, mas vou ficar quieto”. Em seguida, ele disparou: “E aí vem com historinha que estava devendo [dinheiro] lá fora”. Depois, o alvo foi Amanda, chamada de “tadinha” pelo empresário. “Não dá, né? Ela é querida. É esforçada”, finalizou ele.

#### Domitila Barros
Em discussão com Fred durante a dinâmica do Quarto Branco, Domitila Barros se defendeu das acusações do participante. "Se eu fosse uma pessoa ruim, que mudou, eu teria colocado a Larissa [Santos] lá fora só pra ela ficar sozinha lá antes de você sair. Só pra, antes de você chegar, ela já ter visto todas as DMs dela, ter vivido um pouquinho sozinha", disse, resgatando uma declaração já disparada contra a sister. Fred desaprovou e reagiu. "Use seus argumentos e fale de você, não vem falar da Larissa. Até então, eu tava ouvindo super de boa. Até então, no jogo, a gente vê muitos recortes das pessoas. Mas você usar esse tipo de argumento. Como você ia colocar a Larissa lá fora? Não é você que vota", acrescentou ele.
Em seguida, a modelo admitiu que não pensou bem antes de fazer o comentário. "Tem coisas que passam pela minha cabeça que não são coisas legais, não são coisas good vibes. Esse pensamento que falei pra você agora é um pensamento que passou pela minha cabeça", disse.

#### Amanda Meirelles
Durante a festa do líder em 16 de março, Amanda Meirelles fez um comentário machista ao dizer que Dania Méndez, vinda do intercâmbio, seria "marmita" de Antônio "Cara de Sapato". Tudo aconteceu quando Amanda disse para Sapato, apontando para Cezar: "Gato sorrateiro, perfurando seu olho... Quer colocar o 'garfito' na sua marmita", afirmou a médica. A marmita, no entanto, segundo os usuários das redes sociais, seria Dania.
Os internautas não curtiram a atitude da loira, a detonaram e subiram a hashtag 'Fora Amanda'. "A Amanda falando que o Black está colocando o garfo na marmita do Sapato? A marmita no caso seria a Dania. Que nojo ver uma mulher falar de outra assim", comentou um usuário do Twitter.

### Acusações de agressão física

#### Larissa Santos
Na madrugada de 19 de fevereiro de 2023, a participante Larissa Santos foi acusada de agredir os colegas de confinamento Fred e Marvvila. Depois da festa, os participantes passaram creme um no outro como brincadeira, o que irritou Larissa. Os participantes tentaram brincar com ela, que reagiu com tapas e empurrões.
Durante a edição do programa daquele dia, o apresentador Tadeu Schmidt deu uma bronca nos participantes em relação as brincadeiras feitas após a festa. Mas antes, ele mostrou em câmera lenta o momento da suposta agressão. E, segundo mostrado no vídeo, o tapa que Larissa tentou dar em Fred não chegou a atingir o participante. "Direto ao assunto sem rodeios: precisamos falar sobre o after dos cria. A farra é ótima, que bom que é dar uma festa para os inimigos do fim, mas essas brincadeiras com muito contato, sobretudo depois de uma festa quando todo mundo está muito animado tem tudo para dar errado", iniciou o apresentador. Mesmo tendo mostrado que Larissa não atingiu Fred com um tapa, a decisão do reality show de manter a participante não agradou a todos os internautas.

#### Bruna Griphao
Em 27 de fevereiro, Bruna Griphao foi acusada de agredir Amanda Meirelles durante discussão com Ricardo Camargo. Ricardo havia pedido para usar o celular primeiro, durante ação da Dove, mas acabou se irritando ao ouvir que teria que esperar. Bruna Griphao entrou na discussão e os dois começaram a trocar ofensas. As câmeras saíram da discussão e, momentos depois, a atriz foi acusada de ter agredido o rosto de Amanda. "Se isso não é uma agressão...", disse Key Alves. "Você viu o tamanho do vermelho?", comentou Fred Nicácio. Foi extremamente sem educação", comentou a jogadora de vôlei. "Ela estava gesticulando e, sem querer, bateu", analisou Gabriel. Amanda passou na sala dizendo que foi um reflexo. Desde então, Fred Nicácio reforçou a tese da agressão. Ao passar uma foto da médica no telão do "BBB", o emparedado comentou: "Antes do rosto ficar vermelho".
Larissa dos Santos contou para Fred que Amanda tentou conter Bruna na briga com Ricardo e acabou sendo alvo de uma cotovelada "sem querer". Ainda assim, a médica chegou a ficar com o olho vermelho. A própria Amanda voltou a reforçar que a amiga não teve intenção de machucá-la.

### Acusações de intolerância religiosa

#### Cristian Vanelli, Gustavo Benedeti e Key Alves
Em 20 de fevereiro de 2023, durante uma conversa, os participantes Cristian Vanelli, Gustavo Benedeti e Key Alves, foram acusados de intolerância religiosa após Cristian falar que durante a madrugada viu Fred Nicácio – adepto a religião candomblé –, parado em frente a cama de Gustavo e Key “fazendo os negócios dele” e que estava por isso com medo. Na conversa Key disse que apertaria o botão para desistir do programa caso acontecesse isso novamente, reprovando a atitude de Nicácio.
Na edição do programa à noite, foram mostradas imagens de Fred Nicácio ter se levantado na madrugada para ir ao Confessionário pedir medicamento, pois o mesmo sentia dores em seu braço e na volta ao quarto Fundo do Mar, por estar com as luzes apagadas, ele mal conseguia enxergar as coisas em sua frente. Diante de tamanha repercussão, o apresentador Tadeu Schmidt conversou com os participantes sobre a variedade de religiões existentes na casa e deu a oportunidade para Nicácio falar sobre a sua religião.
Segundo o próprio Fred Nicácio, o que ele sofreu foi racismo religioso. Fred afirmou que irá processar os três envolvidos, durante a Casa do Reencontro.

#### Fred Nicácio
No dia 23 de janeiro, MC Guimê diz que sofreu intolerância religiosa da parte de Fred Nicácio. Após a prova Bate e Volta, a qual Gabriel Tavares e Paula Freitas venceram, Guimê afirmou que Deus havia dado uma segunda chance para o modelo, para que ele pudesse se redimir dos erros que cometeu no programa. No Quarto Deserto, Guimê afirmou: “[Fred Nicácio] teve ontem um ato comigo de intolerância religiosa, pesado, pesado!”. Porque eu tenho fé em Deus, eu acredito em Deus. E ontem eu citei Deus no meu discurso com você [Gabriel], pra que você tivesse uma chance de repensar reconhecer seus erros”, completou o cantor. “Ele pegou e falou que não, não era Deus, não. Que era sorte e agilidade”, reclamou. “Se ele não acredita, eu quero que ele se fod*”, finalizou.
Em outra situação, no dia 5 de fevereiro, Gustavo comentou que o quarto Deserto está "pilhado" com a possibilidade de um brother forte ser indicado ao Paredão. "Eles tão pilhados porque acham que eu posso por o MC Guimê, a Larissa, o Fred...", disse o Líder. "O Guimê tava até cantando música gospel hoje", comentou Fred Nicácio. "Puxou até um louvor hoje." O médico então começa a lembrar a música que o brother estava cantando, e dá risada, acompanhado por Key Alves, Gustavo e Gabriel Santana. Mas Marvvila critica: "Para, deixa ele louvar, não vejo nenhum problema nisso." Fred então argumenta que estava apenas "comentando".

### Acusações de assédio

#### Bruno Nogueira
Em 11 de fevereiro de 2023, internautas se mostraram incomodados com as cenas que viram no pós-festa. Assim como na última comemoração entre os brothers, Bruno Nogueira, chamado de Bruno Gaga, agarrou Gabriel Santana e foi acusado de assédio nas redes sociais.
Visivelmente desconfortável, Gabriel é puxado por Bruno até seu colo, fazendo o ator sentar. Gabriel só diz: "Calma, Gaga, calma", tentando se esquivar. Bruno então dá vários beijos e cheiros no pescoço do brother, sendo assistido por Aline Wirley e Marvvila. Esta não é a primeira vez que internautas pedem que Bruno seja punido pela direção do programa. Em outra festa, visivelmente alcoolizado, ele tentava beijar Gabriel, sem sucesso. Apesar do ocorrido, nenhuma atitude foi tomada contra o participante.

#### Expulsão de Antônio Carlos Júnior e MC Guimê
Em 16 de março de 2023, durante a festa do líder, o cantor MC Guimê (que na ocasião, era o líder), foi acusado pelos telespectadores de importunar sexualmente a participante especial Dania Méndez – que estava na casa através de um intercâmbio feito com o programa La Casa de los Famosos –, quando ela estava alcoolizada e conversava com Domitila e Antônio "Cara de Sapato", ainda na festa, Sapato tenta beijá-la. Mais tarde, no quarto Fundo do Mar, Antônio tentou forçar, por várias vezes, um beijo em Méndez e ela pediu para ele se afastar. A produção chamou a atenção de Antônio pela TV do quarto, ficando ele sem entender o motivo.
À noite, durante o programa ao vivo, o apresentador Tadeu Schmidt comunicou a casa e ao público que, Antônio e MC Guimê seriam expulsos, por conta dos atos ocorridos na festa. Foi a primeira vez na história do reality show em que dois participantes foram expulsos ao mesmo tempo e durante o programa ao vivo.
A Delegacia da Mulher do Rio de Janeiro abriu inquérito sobre o caso. Em 17 de abril de 2023, iniciaram-se as investigações para apurar o cometimento de importunação sexual dentro do programa por parte de Antônio e Guimê. Em 28 de abril de 2023, a Polícia Civil do Rio de Janeiro indiciou os participantes pelo crime de importunação sexual. Em 28 de abril de 2023, o Ministério Público Federal denunciou Antônio e Guimê pelo crime de importunação sexual no âmbito da violência doméstica. Em 9 de abril de 2024, a denúncia foi rejeitada pela Justiça.

### Acusação de manipulação
A temporada foi repleta de reclamações por parte do público, muitas vezes pela falta de transparência e decisões cometidas pela produção do programa. Em 7 de abril de 2023, Boninho, diretor do programa, anunciou que a votação resultante do Paredão de domingo teria voto para ficar. Entretanto, a informação desagradou o público por ter sido divulgada somente após o arremate do Poder Curinga e a definição do Líder da semana. Boninho, então, apagou a postagem de suas redes sociais e voltou atrás na decisão, mantendo o voto para eliminar na berlinda daquela semana. Insatisfeitos com a jogada do diretor, internautas levaram a tag "BBB SEM TRANSPARÊNCIA" aos assuntos mais comentados do Twitter (X).

### Informações externas
A volta de Fred Nicácio e Larissa Santos por conta da repescagem trouxe muitas informações externas para os participantes ainda confinados. Com revelações sobre ocorridos de dentro e fora do programa, causando reclamações por parte do público que não havia aprovado a ideia de uma nova chance aos participantes eliminados.

## Participantes

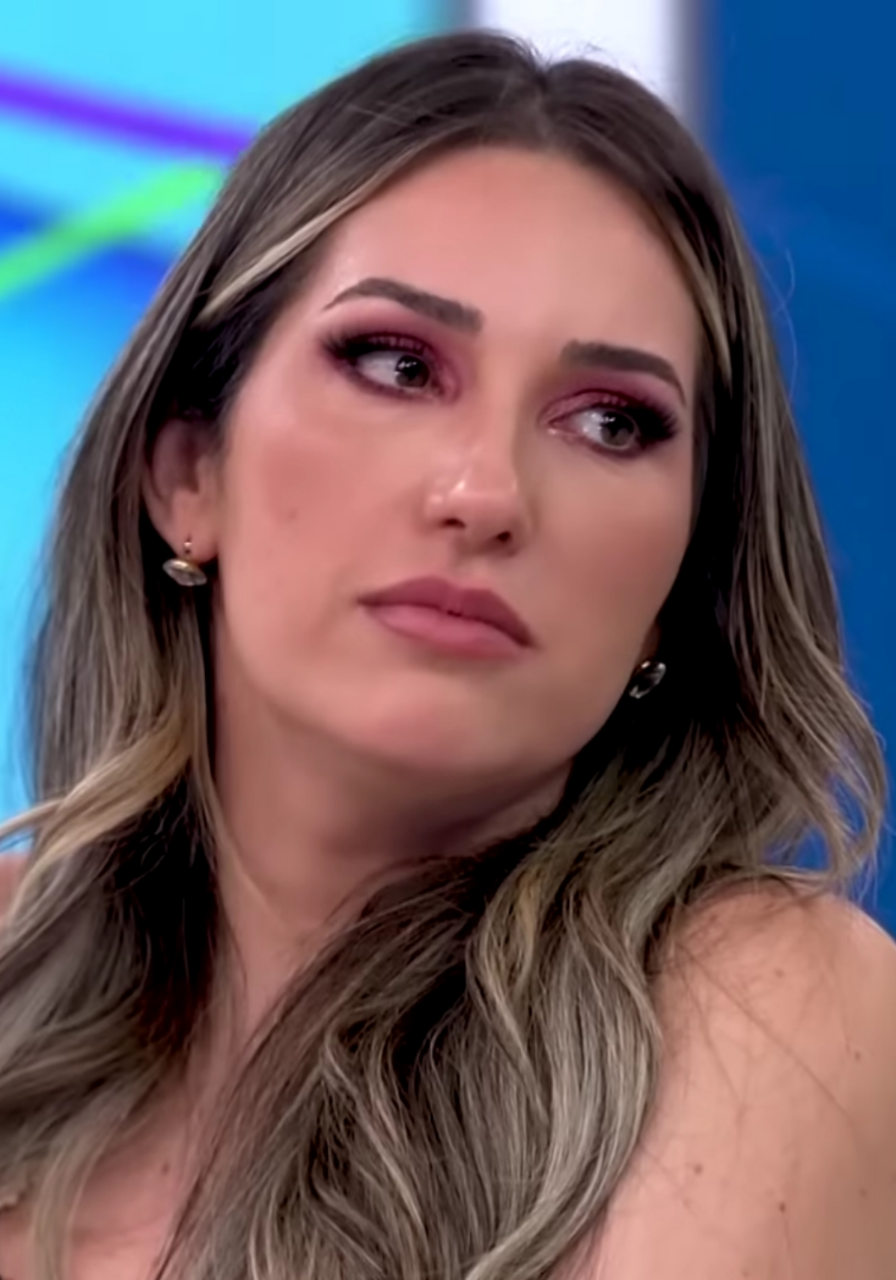
Amanda Meirelles, vencedora da edição

A lista com 22 participantes oficiais foi divulgada no dia 12 de janeiro de 2023, durante os intervalos da programação da TV Globo e no gshow. No mesmo dia, Gabriel Tavares e Paula Freitas ganharam as duas primeiras vagas do programa ao serem selecionados pelo público para entrarem como participantes oficiais da edição após a dinâmica da Casa de Vidro. O participante Bruno Nogueira desistiu do programa no dia 17 de fevereiro de 2023, após 33 dias confinado. Os participantes Antônio "Cara de Sapato" e MC Guimê foram expulsos do programa no dia 16 de março de 2023, após 60 dias confinados.
As informações referentes à ocupação dos participantes estão de acordo com o momento em que ingressaram no programa.
| Participante                                                                                             | Idade | Ocupação                            | Origem                                | Resultado                                        | Ref.    |
| --- | ----- | ----------------------------------- | ------------------------------------- | ------------------------------------------------ | ------- |
| Amanda Alice de França Meirelles                                                                         | 31    | Médica                              | Astorga, Paraná                       | Vencedora em 25 de abril de 2023                 | [ 214 ] |
| Aline Wirley da Silva                                                                                    | 41    | Cantora                             | São Paulo, São Paulo                  | 2º lugar em 25 de abril de 2023                  | [ 215 ] |
| Bruna Grigoriadis Orphao (Bruna Griphao)                                                                 | 23    | Atriz                               | Rio de Janeiro, Rio de Janeiro        | 3º lugar em 25 de abril de 2023                  | [ 216 ] |
| Larissa Espindola dos Santos                                                                             | 24    | Professora de educação física       | Sombrio, Santa Catarina               | 18ª eliminada (2ª vez) em 23 de abril de 2023    | [ 217 ] |
| Ricardo Souza Camargo                                                                                    | 30    | Biomédico                           | Aracaju, Sergipe                      | 17º eliminado em 20 de abril de 2023             | [ 218 ] |
| Domitila Barros de Oliveira Nascimento                                                                   | 38    | Modelo e ativista social            | Recife, Pernambuco                    | 16ª eliminada em 18 de abril de 2023             | [ 219 ] |
| Sarah Aline Rodrigues                                                                                    | 25    | Psicóloga e analista de diversidade | Osasco, São Paulo                     | 15ª eliminada em 16 de abril de 2023             | [ 220 ] |
| Cezar Black Bina Cruz                                                                                    | 34    | Enfermeiro                          | Salvador, Bahia                       | 14º eliminado em 13 de abril de 2023             | [ 221 ] |
| Fred William Nicácio Souza de Oliveira                                                                   | 35    | Médico e fisioterapeuta             | Campos dos Goytacazes, Rio de Janeiro | 13º eliminado (2ª vez) em 11 de abril de 2023    | [ 222 ] |
| Kassia Freire Marvila (Marvvila)                                                                         | 23    | Cantora                             | Rio de Janeiro, Rio de Janeiro        | 12ª eliminada em 4 de abril de 2023              | [ 223 ] |
| Gabriel Cordeiro Santana                                                                                 | 23    | Ator                                | Rio de Janeiro, Rio de Janeiro        | 11º eliminado em 28 de março de 2023             | [ 224 ] |
| Repescagem: Fred William Nicácio Souza de Oliveira e Larissa Espindola dos Santos em 23 de março de 2023 |       |                                     |                                       |                                                  |         |
| Bruno Carneiro Nunes (Fred)                                                                              | 33    | Jornalista e influenciador digital  | São Paulo, São Paulo                  | 10º eliminado em 21 de março de 2023             | [ 225 ] |
| Antônio Carlos Coelho de Figueiredo Barbosa Júnior (Cara de Sapato)                                      | 32    | Lutador de MMA                      | João Pessoa, Paraíba                  | Expulso em 16 de março de 2023                   | [ 226 ] |
| Guilherme Aparecido Dantas Pinho (MC Guimê)                                                              | 30    | Cantor e compositor                 | Osasco, São Paulo                     | Expulso em 16 de março de 2023                   | [ 227 ] |
| Larissa Espindola dos Santos                                                                             | 24    | Professora de educação física       | Sombrio, Santa Catarina               | 9ª eliminada (1ª vez) em 14 de março de 2023     | [ 228 ] |
| Keyla Alves Ramalho (Key)                                                                                | 23    | Jogadora de vôlei                   | Bauru, São Paulo                      | 8ª eliminada em 7 de março de 2023               | [ 229 ] |
| Fred William Nicácio Souza de Oliveira                                                                   | 35    | Médico e fisioterapeuta             | Campos dos Goytacazes, Rio de Janeiro | 7º eliminado (1ª vez) em 28 de fevereiro de 2023 | [ 222 ] |
| Gustavo Harres Benedeti                                                                                  | 27    | Fazendeiro e empresário             | Sinop, Mato Grosso                    | 6º eliminado em 25 de fevereiro de 2023          | [ 230 ] |
| Cristian Vanelli Bianchin                                                                                | 32    | Empresário                          | Caxias do Sul, Rio Grande do Sul      | 5º eliminado em 21 de fevereiro de 2023          | [ 231 ] |
| Bruno Rafael Nogueira da Silva                                                                           | 32    | Atendente de farmácia               | São José da Laje, Alagoas             | Desistente em 17 de fevereiro de 2023            | [ 232 ] |
| Paula Lailla Freitas Ribeiro                                                                             | 28    | Biomédica                           | Jacundá, Pará                         | 4ª eliminada em 14 de fevereiro de 2023          | [ 233 ] |
| Albertina Maria Calamba (Tina)                                                                           | 29    | Analista de marketing e modelo      | Huambo, Huambo, Angola                | 3ª eliminada em 7 de fevereiro de 2023           | [ 234 ] |
| Gabriel Frias Tavares                                                                                    | 24    | Administrador e modelo              | Ribeirão Preto, São Paulo             | 2º eliminado em 31 de janeiro de 2023            | [ 235 ] |
| Marília Miranda Rocha de Oliveira                                                                        | 32    | Maquiadora e influenciadora digital | Natal, Rio Grande do Norte            | 1ª eliminada em 26 de janeiro de 2023            | [ 236 ] |

## Histórico
|                          |                          | Semana 0                    | Semana 1                                                  | Semana 1                                                  | Semana 1                          | Semana 2                      | Semana 3                            | Semana 4                     | Semana 5                      | Semana 6                          | Semana 6                          | Semana 7                         | Semana 7                         | Semana 8                       | Semana 8                       | Semana 9                            | Semana 10                                                            | Semana 10                            | Semana 11                        | Semana 12                         | Semana 13                  | Semana 13                        | Semana 13                     | Semana 14                    | Semana 14                    | Semana 14                 | Votos recebidos |
| Dia 7                    | Dia 7                    | Semana 0                    | Dia 9                                                     | Dia 39                                                    | Dia 42                            | Semana 2                      | Semana 3                            | Semana 4                     | Semana 5                      | Repescagem                        | Dia 70                            | Semana 7                         | Semana 7                         | Semana 8                       | Semana 8                       | Semana 9                            | Dia 86                                                               | Dia 88                               | Semana 11                        | Semana 12                         | Dia 91                     | Dia 93                           | Dia 96                        | Final                        |                              |                           | Votos recebidos |
| ------------------------ | ------------------------ | --------------------------- | --------------------------------------------------------- | --------------------------------------------------------- | --------------------------------- | ----------------------------- | ----------------------------------- | ---------------------------- | ----------------------------- | --------------------------------- | --------------------------------- | -------------------------------- | -------------------------------- | ------------------------------ | ------------------------------ | ----------------------------------- | -------------------------------------------------------------------- | ------------------------------------ | -------------------------------- | --------------------------------- | -------------------------- | -------------------------------- | ----------------------------- | ---------------------------- | ---------------------------- | ------------------------- | --------------- |
| Líder                    | Líder                    | (nenhum)                    | Bruna & Larissa                                           | Bruna & Larissa                                           | (nenhum)                          | Antônio                       | Gustavo                             | Gustavo                      | Cezar                         | Sarah Aline                       | Bruna                             | Fred                             | Fred                             | MC Guimê                       | MC Guimê                       | Bruna                               | (nenhum)                                                             | Sarah Aline                          | Aline                            | Ricardo                           | Sarah Aline                | Domitila                         | Ricardo                       | Bruna                        | (nenhum)                     | (nenhum)                  |                 |
| Anjo                     | Anjo                     | (nenhum)                    | Aline & Bruno                                             | Aline & Bruno                                             | (nenhum)                          | Ricardo                       | Cristian                            | Amanda                       | Ricardo                       | (nenhum)                          | MC Guimê                          | MC Guimê                         | MC Guimê                         | Cezar Larissa                  | Cezar Larissa                  | Gabriel Santana                     | (nenhum)                                                             | Ricardo                              | Amanda Larissa                   | Cezar                             | (nenhum)                   | Sarah Aline                      | (nenhum)                      | (nenhum)                     | (nenhum)                     | (nenhum)                  |                 |
| Imunizado                | Imunizado                | (nenhum)                    | Amanda & Antônio                                          | Amanda & Antônio                                          | (nenhum)                          | Tina                          | Key                                 | Aline                        | MC Guimê                      | (nenhum)                          | MC Guimê                          | Bruna                            | Bruna                            | Aline                          | Aline                          | Sarah Aline                         | (nenhum)                                                             | Ricardo                              | Bruna                            | Cezar                             | (nenhum)                   | Ricardo                          | (nenhum)                      | (nenhum)                     | (nenhum)                     | (nenhum)                  |                 |
| Poder Curinga            | Poder Curinga            | (nenhum)                    | MC Guimê & Tina                                           | MC Guimê & Tina                                           | (nenhum)                          | Antônio                       | Paula                               | Key                          | Cristian                      | (nenhum)                          | (nenhum)                          | Sarah Aline                      | Sarah Aline                      | Aline                          | Aline                          | Ricardo                             | (nenhum)                                                             | Amanda                               | Sarah Aline                      | Aline                             | (nenhum)                   | (nenhum)                         | (nenhum)                      | (nenhum)                     | (nenhum)                     | (nenhum)                  |                 |
| Big Fone                 | Big Fone                 | (nenhum)                    | (nenhum)                                                  | (nenhum)                                                  | (nenhum)                          | (nenhum)                      | Tina                                | Gustavo                      | (nenhum)                      | MC Guimê                          | Sarah Aline                       | Cezar MC Guimê                   | Cezar MC Guimê                   | (nenhum)                       | (nenhum)                       | (nenhum)                            | (nenhum)                                                             | (nenhum)                             | (nenhum)                         | (nenhum)                          | (nenhum)                   | (nenhum)                         | (nenhum)                      | (nenhum)                     | (nenhum)                     | (nenhum)                  |                 |
| Indicado (Big Fone)      | Indicado (Big Fone)      | (nenhum)                    | (nenhum)                                                  | (nenhum)                                                  | Fred Nicácio Marília              | (nenhum)                      | Domitila Gabriel Santana            | Bruno Gustavo                | (nenhum)                      | (nenhum)                          | Antônio                           | Cezar Key                        | Cezar Key                        | (nenhum)                       | (nenhum)                       | (nenhum)                            | (nenhum)                                                             | (nenhum)                             | (nenhum)                         | (nenhum)                          | (nenhum)                   | (nenhum)                         | (nenhum)                      | (nenhum)                     | Aline Bruna Larissa          | (nenhum)                  |                 |
| Indicado (Contragolpe)   | Indicado (Contragolpe)   | (nenhum)                    | Gabriel & Paula                                           | Gabriel & Paula                                           | Fred Nicácio Marília              | Gabriel                       | Amanda                              | (nenhum)                     | Domitila                      | Fred Nicácio                      | (nenhum)                          | MC Guimê                         | MC Guimê                         | Ricardo                        | Ricardo                        | (nenhum)                            | (nenhum)                                                             | Aline                                | (nenhum)                         | Sarah Aline                       | (nenhum)                   | Sarah Aline                      | Larissa                       | (nenhum)                     | Aline Bruna Larissa          | (nenhum)                  |                 |
| Indicado (Líder)         | Indicado (Líder)         | (nenhum)                    | Gustavo & Key                                             | Gustavo & Key                                             | Fred Nicácio Marília              | Cezar                         | Tina                                | MC Guimê                     | Ricardo                       | Antônio Gustavo                   | Fred Nicácio                      | Sarah Aline                      | Sarah Aline                      | Cezar                          | Cezar                          | Domitila                            | (nenhum)                                                             | Bruna                                | Domitila                         | Fred Nicácio                      | Amanda                     | Aline                            | Amanda                        | Ricardo                      | Aline Bruna Larissa          | (nenhum)                  |                 |
| Indicado (Casa)          | Indicado (Casa)          | (nenhum)                    | Fred Nicácio & Marília                                    | Fred Nicácio & Marília                                    | Fred Nicácio Marília              | Cristian Domitila MC Guimê    | Cezar                               | Amanda Fred Nicácio          | Cristian                      | Domitila                          | Cezar                             | Domitila Marvvila                | Domitila Marvvila                | Larissa Marvvila               | Larissa Marvvila               | Fred Gabriel Santana                | (nenhum)                                                             | Amanda                               | Amanda Larissa                   | Bruna                             | Aline Cezar                | Bruna                            | Domitila                      | Larissa                      | Aline Bruna Larissa          | (nenhum)                  |                 |
| Bate e Volta (Indicados) | Bate e Volta (Indicados) | (nenhum)                    | Fred Nicácio & Marília Gabriel & Paula                    | Fred Nicácio & Marília Gabriel & Paula                    | (nenhum)                          | Cristian Domitila Gabriel     | Amanda Cezar Gabriel Santana        | Amanda Bruno Fred Nicácio    | Cristian Domitila Fred        | (nenhum)                          | Antônio Cezar Key                 | Domitila Key Marvvila MC Guimê   | Domitila Key Marvvila MC Guimê   | Larissa Marvvila Ricardo       | Larissa Marvvila Ricardo       | Fred Gabriel Santana Marvvila       | (nenhum)                                                             | Aline Amanda Gabriel Santana         | Amanda Cezar Larissa Marvvila    | Amanda Bruna Sarah Aline          | (nenhum)                   | (nenhum)                         | (nenhum)                      | (nenhum)                     | (nenhum)                     | (nenhum)                  |                 |
| Bate e Volta (Salvo)     | Bate e Volta (Salvo)     | (nenhum)                    | Gabriel & Paula                                           | Gabriel & Paula                                           | (nenhum)                          | Cristian                      | Amanda                              | Fred Nicácio                 | Domitila                      | (nenhum)                          | Key                               | Marvvila MC Guimê                | Marvvila MC Guimê                | Marvvila                       | Marvvila                       | Marvvila                            | (nenhum)                                                             | Amanda                               | Cezar                            | Amanda                            | (nenhum)                   | (nenhum)                         | (nenhum)                      | (nenhum)                     | (nenhum)                     | (nenhum)                  |                 |
|                          |                          |                             |                                                           |                                                           |                                   |                               |                                     |                              |                               |                                   |                                   |                                  |                                  |                                |                                |                                     |                                                                      |                                      |                                  |                                   |                            |                                  |                               |                              |                              |                           |                 |
|                          | Amanda                   | Ausente                     |                                                           | Fred Nicácio & Marília                                    | Não elegível                      | Domitila                      | Cezar                               | Fred Nicácio                 | Fred Nicácio                  | Domitila                          | Cezar                             |                                  | Marvvila                         |                                | Gabriel Santana                | Gabriel Santana                     | Casa BBB                                                             | Não elegível                         | Marvvila Cezar                   | Sarah Aline                       | Cezar                      | Sarah Aline                      | Domitila                      | Larissa                      | Finalista                    | Vencedora (Dia 100)       | 27              |
|                          | Aline                    | Ausente                     |                                                           | Fred Nicácio & Marília                                    | Não elegível                      | Domitila                      | Cezar                               | Fred Nicácio                 | Cristian                      | Domitila                          | Cezar                             |                                  | Domitila                         |                                | Gabriel Santana                | Gabriel Santana                     | Casa BBB                                                             | Marvvila                             | Líder                            | Sarah Aline                       | Cezar                      | Sarah Aline                      | Domitila                      | Larissa                      | Paredão                      | 2º lugar (Dia 100)        | 17              |
|                          | Bruna                    | Ausente                     |                                                           | Líder                                                     | Não elegível                      | Domitila                      | Cezar                               | Fred Nicácio                 | Fred Nicácio                  | Domitila                          | Cezar                             |                                  | Domitila                         |                                | Marvvila                       | Líder                               | Casa BBB                                                             | Marvvila                             | Marvvila Cezar                   | Sarah Aline                       | Cezar                      | Sarah Aline                      | Domitila                      | Líder                        | Paredão                      | 3º lugar (Dia 100)        | 11              |
|                          | Larissa                  | Ausente                     |                                                           | Líder                                                     | Não elegível                      | Cristian                      | Cezar                               | Fred Nicácio                 | Cristian                      | Domitila                          | Cezar                             |                                  | Marvvila                         |                                | Sarah Aline                    | Eliminada (Dia 58)                  | Casa do Reencontro                                                   | Marvvila                             | Marvvila Cezar                   | Sarah Aline                       | Cezar                      | Sarah Aline                      | Domitila                      | Aline                        | Paredão                      | Eliminada (Dia 98)        | 19              |
|                          | Ricardo                  | Ausente                     |                                                           | Fred Nicácio & Marília                                    | Não elegível                      | Domitila                      | Fred Nicácio                        | Fred Nicácio                 | Cristian                      | Cezar                             | Cezar                             |                                  | Domitila                         |                                | Marvvila                       | Fred                                | Casa BBB                                                             | Amanda                               | Cezar Amanda                     | Bruna                             | Cezar                      | Bruna                            | Líder                         | Larissa                      | Eliminado (Dia 95)           | Eliminado (Dia 95)        | 4               |
|                          | Domitila                 | Ausente                     |                                                           | Gabriel & Paula                                           | Não elegível                      | MC Guimê                      | Amanda                              | Cristian                     | Cristian                      | Aline                             | Aline                             |                                  | MC Guimê                         |                                | Larissa                        | Fred                                | Casa BBB                                                             | Amanda                               | Amanda Larissa                   | Bruna                             | Aline                      | Bruna                            | Larissa                       | Eliminada (Dia 93)           | Eliminada (Dia 93)           | Eliminada (Dia 93)        | 25              |
|                          | Sarah Aline              | Ausente                     |                                                           | Gabriel & Paula                                           | Não elegível                      | MC Guimê                      | Amanda                              | Cristian                     | Cristian                      | Líder                             | Aline                             |                                  | Larissa                          |                                | Larissa                        | Fred                                | Casa BBB                                                             | Líder                                | Amanda Larissa                   | Bruna                             | Líder                      | Bruna                            | Eliminada (Dia 91)            | Eliminada (Dia 91)           | Eliminada (Dia 91)           | Eliminada (Dia 91)        | 14              |
|                          | Cezar                    | Ausente                     |                                                           | Gabriel & Paula                                           | Não elegível                      | MC Guimê                      | Amanda                              | Amanda                       | Líder                         | MC Guimê                          | Aline                             |                                  | Larissa                          |                                | Larissa                        | Fred                                | Casa BBB                                                             | Aline                                | Larissa Ricardo                  | Bruna                             | Aline                      | Eliminado (Dia 88)               | Eliminado (Dia 88)            | Eliminado (Dia 88)           | Eliminado (Dia 88)           | Eliminado (Dia 88)        | 32              |
|                          | Fred Nicácio             | Ausente                     |                                                           | Gabriel & Paula                                           | Paredão                           | MC Guimê                      | Amanda                              | Amanda                       | Não elegível                  | MC Guimê                          | Aline                             | Eliminado (Dia 44)               | Eliminado (Dia 44)               | Eliminado (Dia 44)             | Eliminado (Dia 44)             | Eliminado (Dia 44)                  | Casa do Reencontro                                                   | Amanda                               | Amanda Larissa                   | Bruna                             | Eliminado (Dia 86)         | Eliminado (Dia 86)               | Eliminado (Dia 86)            | Eliminado (Dia 86)           | Eliminado (Dia 86)           | Eliminado (Dia 86)        | 26              |
|                          | Marvvila                 | Ausente                     |                                                           | Gabriel & Paula                                           | Não elegível                      | MC Guimê                      | Amanda                              | Amanda                       | Cristian                      | Aline                             | Aline                             |                                  | Amanda                           |                                | Larissa                        | Cezar                               | Casa BBB                                                             | Amanda                               | Amanda Larissa                   | Eliminada (Dia 79)                | Eliminada (Dia 79)         | Eliminada (Dia 79)               | Eliminada (Dia 79)            | Eliminada (Dia 79)           | Eliminada (Dia 79)           | Eliminada (Dia 79)        | 14              |
|                          | Gabriel Santana          | Ausente                     |                                                           | Gabriel & Paula                                           | Não elegível                      | MC Guimê                      | Amanda                              | Amanda                       | Cristian                      | Aline                             | Aline                             |                                  | Larissa                          |                                | Amanda                         | Fred                                | Casa BBB                                                             | Amanda                               | Eliminado (Dia 72)               | Eliminado (Dia 72)                | Eliminado (Dia 72)         | Eliminado (Dia 72)               | Eliminado (Dia 72)            | Eliminado (Dia 72)           | Eliminado (Dia 72)           | Eliminado (Dia 72)        | 7               |
|                          | Fred                     | Ausente                     |                                                           | Fred Nicácio & Marília                                    | Não elegível                      | Cristian                      | Cezar                               | Fred Nicácio                 | Cristian                      | Domitila                          | Cezar                             | Marvvila                         | Marvvila                         |                                | Sarah Aline                    | Gabriel Santana                     | Casa do Reencontro                                                   | Eliminado (Dia 65)                   | Eliminado (Dia 65)               | Eliminado (Dia 65)                | Eliminado (Dia 65)         | Eliminado (Dia 65)               | Eliminado (Dia 65)            | Eliminado (Dia 65)           | Eliminado (Dia 65)           | Eliminado (Dia 65)        | 5               |
|                          | Antônio                  | Ausente                     |                                                           | Fred Nicácio & Marília                                    | Não elegível                      | Líder                         | Fred Nicácio                        | Fred Nicácio                 | Não elegível                  | Cezar                             | Cezar                             |                                  | Marvvila                         |                                | Marvvila                       | Expulso (Dia 60)                    | Expulso (Dia 60)                                                     | Expulso (Dia 60)                     | Expulso (Dia 60)                 | Expulso (Dia 60)                  | Expulso (Dia 60)           | Expulso (Dia 60)                 | Expulso (Dia 60)              | Expulso (Dia 60)             | Expulso (Dia 60)             | Expulso (Dia 60)          | 2               |
|                          | MC Guimê                 | Ausente                     |                                                           | Fred Nicácio & Marília (×2)                               | Não elegível                      | Domitila                      | Cezar                               | Fred Nicácio                 | Fred Nicácio                  | Gustavo                           | Cezar                             |                                  | Domitila                         | Líder                          | Líder                          | Expulso (Dia 60)                    | Expulso (Dia 60)                                                     | Expulso (Dia 60)                     | Expulso (Dia 60)                 | Expulso (Dia 60)                  | Expulso (Dia 60)           | Expulso (Dia 60)                 | Expulso (Dia 60)              | Expulso (Dia 60)             | Expulso (Dia 60)             | Expulso (Dia 60)          | 17              |
|                          | Key                      | Ausente                     |                                                           | Gabriel & Paula                                           | Não elegível                      | MC Guimê                      | Larissa                             | Amanda                       | Cristian                      | MC Guimê                          | Aline                             |                                  | MC Guimê                         | Eliminada (Dia 51)             | Eliminada (Dia 51)             | Eliminada (Dia 51)                  | Casa do Reencontro                                                   | Eliminada (Dia 51)                   | Eliminada (Dia 51)               | Eliminada (Dia 51)                | Eliminada (Dia 51)         | Eliminada (Dia 51)               | Eliminada (Dia 51)            | Eliminada (Dia 51)           | Eliminada (Dia 51)           | Eliminada (Dia 51)        | 3               |
|                          | Gustavo                  | Ausente                     |                                                           | Gabriel & Paula                                           | Não elegível                      | MC Guimê                      | Líder                               | Líder                        | Cristian                      | MC Guimê                          | Eliminado (Dia 41)                | Eliminado (Dia 41)               | Eliminado (Dia 41)               | Eliminado (Dia 41)             | Eliminado (Dia 41)             | Eliminado (Dia 41)                  | Casa do Reencontro                                                   | Eliminado (Dia 41)                   | Eliminado (Dia 41)               | Eliminado (Dia 41)                | Eliminado (Dia 41)         | Eliminado (Dia 41)               | Eliminado (Dia 41)            | Eliminado (Dia 41)           | Eliminado (Dia 41)           | Eliminado (Dia 41)        | 3               |
|                          | Cristian                 | Ausente                     |                                                           | Gabriel & Paula                                           | Não elegível                      | MC Guimê                      | Larissa                             | Fred Nicácio                 | Fred Nicácio                  | Eliminado (Dia 37)                | Eliminado (Dia 37)                | Eliminado (Dia 37)               | Eliminado (Dia 37)               | Eliminado (Dia 37)             | Eliminado (Dia 37)             | Eliminado (Dia 37)                  | Casa do Reencontro                                                   | Eliminado (Dia 37)                   | Eliminado (Dia 37)               | Eliminado (Dia 37)                | Eliminado (Dia 37)         | Eliminado (Dia 37)               | Eliminado (Dia 37)            | Eliminado (Dia 37)           | Eliminado (Dia 37)           | Eliminado (Dia 37)        | 15              |
|                          | Bruno                    | Ausente                     |                                                           | Fred Nicácio & Marília                                    | Não elegível                      | Cristian                      | Cezar                               | Fred Nicácio                 | Desistente (Dia 33)           | Desistente (Dia 33)               | Desistente (Dia 33)               | Desistente (Dia 33)              | Desistente (Dia 33)              | Desistente (Dia 33)            | Desistente (Dia 33)            | Desistente (Dia 33)                 | Desistente (Dia 33)                                                  | Desistente (Dia 33)                  | Desistente (Dia 33)              | Desistente (Dia 33)               | Desistente (Dia 33)        | Desistente (Dia 33)              | Desistente (Dia 33)           | Desistente (Dia 33)          | Desistente (Dia 33)          | Desistente (Dia 33)       | 1               |
|                          | Paula                    | Casa de Vidro               |                                                           | Fred Nicácio & Marília                                    | Não elegível                      | Domitila                      | Cezar                               | Fred Nicácio                 | Eliminada (Dia 30)            | Eliminada (Dia 30)                | Eliminada (Dia 30)                | Eliminada (Dia 30)               | Eliminada (Dia 30)               | Eliminada (Dia 30)             | Eliminada (Dia 30)             | Eliminada (Dia 30)                  | Casa do Reencontro                                                   | Eliminada (Dia 30)                   | Eliminada (Dia 30)               | Eliminada (Dia 30)                | Eliminada (Dia 30)         | Eliminada (Dia 30)               | Eliminada (Dia 30)            | Eliminada (Dia 30)           | Eliminada (Dia 30)           | Eliminada (Dia 30)        | 7               |
|                          | Tina                     | Ausente                     |                                                           | Fred Nicácio & Marília (×2)                               | Não elegível                      | Domitila                      | Cezar                               | Eliminada (Dia 23)           | Eliminada (Dia 23)            | Eliminada (Dia 23)                | Eliminada (Dia 23)                | Eliminada (Dia 23)               | Eliminada (Dia 23)               | Eliminada (Dia 23)             | Eliminada (Dia 23)             | Eliminada (Dia 23)                  | Casa do Reencontro                                                   | Eliminada (Dia 23)                   | Eliminada (Dia 23)               | Eliminada (Dia 23)                | Eliminada (Dia 23)         | Eliminada (Dia 23)               | Eliminada (Dia 23)            | Eliminada (Dia 23)           | Eliminada (Dia 23)           | Eliminada (Dia 23)        | 1               |
|                          | Gabriel                  | Casa de Vidro               |                                                           | Fred Nicácio & Marília                                    | Não elegível                      | Domitila                      | Eliminado (Dia 16)                  | Eliminado (Dia 16)           | Eliminado (Dia 16)            | Eliminado (Dia 16)                | Eliminado (Dia 16)                | Eliminado (Dia 16)               | Eliminado (Dia 16)               | Eliminado (Dia 16)             | Eliminado (Dia 16)             | Eliminado (Dia 16)                  | Casa do Reencontro                                                   | Eliminado (Dia 16)                   | Eliminado (Dia 16)               | Eliminado (Dia 16)                | Eliminado (Dia 16)         | Eliminado (Dia 16)               | Eliminado (Dia 16)            | Eliminado (Dia 16)           | Eliminado (Dia 16)           | Eliminado (Dia 16)        | 7               |
|                          | Marília                  | Ausente                     |                                                           | Gabriel & Paula                                           | Paredão                           | Eliminada (Dia 11)            | Eliminada (Dia 11)                  | Eliminada (Dia 11)           | Eliminada (Dia 11)            | Eliminada (Dia 11)                | Eliminada (Dia 11)                | Eliminada (Dia 11)               | Eliminada (Dia 11)               | Eliminada (Dia 11)             | Eliminada (Dia 11)             | Eliminada (Dia 11)                  | Casa do Reencontro                                                   | Eliminada (Dia 11)                   | Eliminada (Dia 11)               | Eliminada (Dia 11)                | Eliminada (Dia 11)         | Eliminada (Dia 11)               | Eliminada (Dia 11)            | Eliminada (Dia 11)           | Eliminada (Dia 11)           | Eliminada (Dia 11)        | 6               |
|                          | Giovanna                 | Casa de Vidro               | Eliminada (Casa de Vidro)                                 | Eliminada (Casa de Vidro)                                 | Eliminada (Casa de Vidro)         | Eliminada (Casa de Vidro)     | Eliminada (Casa de Vidro)           | Eliminada (Casa de Vidro)    | Eliminada (Casa de Vidro)     | Eliminada (Casa de Vidro)         | Eliminada (Casa de Vidro)         | Eliminada (Casa de Vidro)        | Eliminada (Casa de Vidro)        | Eliminada (Casa de Vidro)      | Eliminada (Casa de Vidro)      | Eliminada (Casa de Vidro)           | Eliminada (Casa de Vidro)                                            | Eliminada (Casa de Vidro)            | Eliminada (Casa de Vidro)        | Eliminada (Casa de Vidro)         | Eliminada (Casa de Vidro)  | Eliminada (Casa de Vidro)        | Eliminada (Casa de Vidro)     | Eliminada (Casa de Vidro)    | Eliminada (Casa de Vidro)    | Eliminada (Casa de Vidro) | —               |
|                          | Manoel                   | Casa de Vidro               | Eliminado (Casa de Vidro)                                 | Eliminado (Casa de Vidro)                                 | Eliminado (Casa de Vidro)         | Eliminado (Casa de Vidro)     | Eliminado (Casa de Vidro)           | Eliminado (Casa de Vidro)    | Eliminado (Casa de Vidro)     | Eliminado (Casa de Vidro)         | Eliminado (Casa de Vidro)         | Eliminado (Casa de Vidro)        | Eliminado (Casa de Vidro)        | Eliminado (Casa de Vidro)      | Eliminado (Casa de Vidro)      | Eliminado (Casa de Vidro)           | Eliminado (Casa de Vidro)                                            | Eliminado (Casa de Vidro)            | Eliminado (Casa de Vidro)        | Eliminado (Casa de Vidro)         | Eliminado (Casa de Vidro)  | Eliminado (Casa de Vidro)        | Eliminado (Casa de Vidro)     | Eliminado (Casa de Vidro)    | Eliminado (Casa de Vidro)    | Eliminado (Casa de Vidro) | —               |
|                          |                          |                             |                                                           |                                                           |                                   |                               |                                     |                              |                               |                                   |                                   |                                  |                                  |                                |                                |                                     |                                                                      |                                      |                                  |                                   |                            |                                  |                               |                              |                              |                           |                 |
| Notas                    | Notas                    | 1                           | 2, 3, 4, 5, 6, 7                                          | 2, 3, 4, 5, 6, 7                                          | 8                                 | 9, 10, 11, 12, 13             | 14, 15, 16, 17                      | 18, 19, 20, 21               | 22, 23, 24, 25, 26            | 27, 28, 29                        | 30, 31, 32, 33                    | 34, 35, 36, 37, 38               | 34, 35, 36, 37, 38               | 39, 40, 41, 42, 43, 44         | 39, 40, 41, 42, 43, 44         | 45, 46, 47, 48                      | 49                                                                   | 50, 51, 52, 53, 54                   | 55, 56, 57, 58, 59               | 60, 61, 62, 63, 64                | 65                         | 66, 67, 68                       | 69, 70                        | 71                           | 72, 73                       | 74                        |                 |
| Desistente               | Desistente               | (nenhum)                    | (nenhum)                                                  | (nenhum)                                                  | (nenhum)                          | (nenhum)                      | (nenhum)                            | (nenhum)                     | Bruno                         | (nenhum)                          | (nenhum)                          | (nenhum)                         | (nenhum)                         | (nenhum)                       | (nenhum)                       | (nenhum)                            | (nenhum)                                                             | (nenhum)                             | (nenhum)                         | (nenhum)                          | (nenhum)                   | (nenhum)                         | (nenhum)                      | (nenhum)                     | (nenhum)                     | (nenhum)                  |                 |
| Expulso                  | Expulso                  | (nenhum)                    | (nenhum)                                                  | (nenhum)                                                  | (nenhum)                          | (nenhum)                      | (nenhum)                            | (nenhum)                     | (nenhum)                      | (nenhum)                          | (nenhum)                          | (nenhum)                         | (nenhum)                         | (nenhum)                       | (nenhum)                       | Antônio                             | (nenhum)                                                             | (nenhum)                             | (nenhum)                         | (nenhum)                          | (nenhum)                   | (nenhum)                         | (nenhum)                      | (nenhum)                     | (nenhum)                     | (nenhum)                  |                 |
| Expulso                  | Expulso                  | (nenhum)                    | (nenhum)                                                  | (nenhum)                                                  | (nenhum)                          | (nenhum)                      | (nenhum)                            | (nenhum)                     | (nenhum)                      | (nenhum)                          | (nenhum)                          | (nenhum)                         | (nenhum)                         | (nenhum)                       | (nenhum)                       | MC Guimê                            | (nenhum)                                                             | (nenhum)                             | (nenhum)                         | (nenhum)                          | (nenhum)                   | (nenhum)                         | (nenhum)                      | (nenhum)                     | (nenhum)                     | (nenhum)                  |                 |
| Paredão                  | Paredão                  | Gabriel Manoel              | Fred Nicácio & Marília Gustavo & Key                      | Fred Nicácio & Marília Gustavo & Key                      | Fred Nicácio Marília              | Cezar Domitila Gabriel        | Cezar Gabriel Santana Tina          | Amanda Bruno MC Guimê Paula  | Cristian Fred Ricardo         | Domitila Fred Nicácio Gustavo     | Antônio Cezar Fred Nicácio        | Domitila Key Sarah Aline         | Domitila Key Sarah Aline         | Cezar Domitila Larissa Ricardo | Cezar Domitila Larissa Ricardo | Domitila Fred Gabriel Santana       | Cristian Fred Nicácio Gabriel Gustavo Key Larissa Marília Paula Tina | Aline Bruna Gabriel Santana          | Amanda Domitila Larissa Marvvila | Bruna Fred Nicácio Sarah Aline    | Aline Amanda Cezar         | Aline Bruna Sarah Aline          | Amanda Domitila Larissa       | Larissa Ricardo              | Aline Bruna Larissa          | Aline Amanda Bruna        |                 |
| Paredão                  | Paredão                  | Giovanna Paula              | Fred Nicácio & Marília Gustavo & Key                      | Fred Nicácio & Marília Gustavo & Key                      | Fred Nicácio Marília              | Cezar Domitila Gabriel        | Cezar Gabriel Santana Tina          | Amanda Bruno MC Guimê Paula  | Cristian Fred Ricardo         | Domitila Fred Nicácio Gustavo     | Antônio Cezar Fred Nicácio        | Domitila Key Sarah Aline         | Domitila Key Sarah Aline         | Cezar Domitila Larissa Ricardo | Cezar Domitila Larissa Ricardo | Domitila Fred Gabriel Santana       | Cristian Fred Nicácio Gabriel Gustavo Key Larissa Marília Paula Tina | Aline Bruna Gabriel Santana          | Amanda Domitila Larissa Marvvila | Bruna Fred Nicácio Sarah Aline    | Aline Amanda Cezar         | Aline Bruna Sarah Aline          | Amanda Domitila Larissa       | Larissa Ricardo              | Aline Bruna Larissa          | Aline Amanda Bruna        |                 |
| Eliminado                | Eliminado                | Manoel 35,40% para entrar   | Fred Nicácio & Marília 69,26% para irem ao Quarto Secreto | Fred Nicácio & Marília 69,26% para irem ao Quarto Secreto | Marília 52,70% para eliminar      | Gabriel 53,30% para eliminar  | Tina 54,12% para eliminar           | Paula 72,50% para eliminar   | Cristian 48,32% para eliminar | Gustavo 71,78% para eliminar      | Fred Nicácio 62,94% para eliminar | Key 56,76% para eliminar         | Key 56,76% para eliminar         | Larissa 66,75% para eliminar   | Larissa 66,75% para eliminar   | Fred 50,23% para eliminar           | Larissa 30,86% para retornar                                         | Gabriel Santana 56,45% para eliminar | Marvvila 16,95% para continuar   | Fred Nicácio 51,14% para eliminar | Cezar 48,79% para eliminar | Sarah Aline 58,20% para eliminar | Domitila 59,94% para eliminar | Ricardo 68,86% para eliminar | Larissa 49,98% para eliminar | Bruna 14,14% para vencer  |                 |
| Eliminado                | Eliminado                | Giovanna 39,45% para entrar | Fred Nicácio & Marília 69,26% para irem ao Quarto Secreto | Fred Nicácio & Marília 69,26% para irem ao Quarto Secreto | Marília 52,70% para eliminar      | Gabriel 53,30% para eliminar  | Tina 54,12% para eliminar           | Paula 72,50% para eliminar   | Cristian 48,32% para eliminar | Gustavo 71,78% para eliminar      | Fred Nicácio 62,94% para eliminar | Key 56,76% para eliminar         | Key 56,76% para eliminar         | Larissa 66,75% para eliminar   | Larissa 66,75% para eliminar   | Fred 50,23% para eliminar           | Fred Nicácio 25,12% para retornar                                    | Gabriel Santana 56,45% para eliminar | Marvvila 16,95% para continuar   | Fred Nicácio 51,14% para eliminar | Cezar 48,79% para eliminar | Sarah Aline 58,20% para eliminar | Domitila 59,94% para eliminar | Ricardo 68,86% para eliminar | Larissa 49,98% para eliminar | Aline 16,96% para vencer  |                 |
| Outras %                 | Outras %                 | Gabriel 64,60% para entrar  | Gustavo & Key 30,74% para irem ao Quarto Secreto          | Gustavo & Key 30,74% para irem ao Quarto Secreto          | Fred Nicácio 47,30% para eliminar | Domitila 46,09% para eliminar | Cezar 43,21% para eliminar          | Bruno 23,68% para eliminar   | Ricardo 40,39% para eliminar  | Fred Nicácio 24,37% para eliminar | Antônio 36,23% para eliminar      | Sarah Aline 41,92% para eliminar | Sarah Aline 41,92% para eliminar | Ricardo 29,22% para eliminar   | Ricardo 29,22% para eliminar   | Domitila 48,69% para eliminar       | Key 22,09% para retornar                                             | Bruna 42,48% para eliminar           | Larissa 23,04% para continuar    | Bruna 47,53% para eliminar        | Aline 45,74% para eliminar | Bruna 41,09% para eliminar       | Larissa 39,35% para eliminar  | Larissa 31,14% para eliminar | Bruna 41,95% para eliminar   | Amanda 68,90% para vencer |                 |
| Outras %                 | Outras %                 | Gabriel 64,60% para entrar  | Gustavo & Key 30,74% para irem ao Quarto Secreto          | Gustavo & Key 30,74% para irem ao Quarto Secreto          | Fred Nicácio 47,30% para eliminar | Domitila 46,09% para eliminar | Cezar 43,21% para eliminar          | Bruno 23,68% para eliminar   | Ricardo 40,39% para eliminar  | Fred Nicácio 24,37% para eliminar | Antônio 36,23% para eliminar      | Sarah Aline 41,92% para eliminar | Sarah Aline 41,92% para eliminar | Ricardo 29,22% para eliminar   | Ricardo 29,22% para eliminar   | Domitila 48,69% para eliminar       | Gabriel 7,41% para retornar                                          | Bruna 42,48% para eliminar           | Larissa 23,04% para continuar    | Bruna 47,53% para eliminar        | Aline 45,74% para eliminar | Bruna 41,09% para eliminar       | Larissa 39,35% para eliminar  | Larissa 31,14% para eliminar | Bruna 41,95% para eliminar   | Amanda 68,90% para vencer |                 |
| Outras %                 | Outras %                 | Gabriel 64,60% para entrar  | Gustavo & Key 30,74% para irem ao Quarto Secreto          | Gustavo & Key 30,74% para irem ao Quarto Secreto          | Fred Nicácio 47,30% para eliminar | Domitila 46,09% para eliminar | Cezar 43,21% para eliminar          | Bruno 23,68% para eliminar   | Ricardo 40,39% para eliminar  | Fred Nicácio 24,37% para eliminar | Antônio 36,23% para eliminar      | Sarah Aline 41,92% para eliminar | Sarah Aline 41,92% para eliminar | Ricardo 29,22% para eliminar   | Ricardo 29,22% para eliminar   | Domitila 48,69% para eliminar       | Cristian 6,23% para retornar                                         | Bruna 42,48% para eliminar           | Larissa 23,04% para continuar    | Bruna 47,53% para eliminar        | Aline 45,74% para eliminar | Bruna 41,09% para eliminar       | Larissa 39,35% para eliminar  | Larissa 31,14% para eliminar | Bruna 41,95% para eliminar   | Amanda 68,90% para vencer |                 |
| Outras %                 | Outras %                 | Gabriel 64,60% para entrar  | Gustavo & Key 30,74% para irem ao Quarto Secreto          | Gustavo & Key 30,74% para irem ao Quarto Secreto          | Fred Nicácio 47,30% para eliminar | Domitila 46,09% para eliminar | Cezar 43,21% para eliminar          | MC Guimê 2,07% para eliminar | Ricardo 40,39% para eliminar  | Fred Nicácio 24,37% para eliminar | Antônio 36,23% para eliminar      | Sarah Aline 41,92% para eliminar | Sarah Aline 41,92% para eliminar | Domitila 3,27% para eliminar   | Domitila 3,27% para eliminar   | Domitila 48,69% para eliminar       | Domitila 25,69% para continuar                                       | Bruna 42,48% para eliminar           |                                  | Bruna 47,53% para eliminar        | Aline 45,74% para eliminar | Bruna 41,09% para eliminar       | Larissa 39,35% para eliminar  | Larissa 31,14% para eliminar | Bruna 41,95% para eliminar   | Amanda 68,90% para vencer |                 |
| Outras %                 | Outras %                 | Gabriel 64,60% para entrar  | Gustavo & Key 30,74% para irem ao Quarto Secreto          | Gustavo & Key 30,74% para irem ao Quarto Secreto          | Fred Nicácio 47,30% para eliminar | Domitila 46,09% para eliminar | Cezar 43,21% para eliminar          | MC Guimê 2,07% para eliminar | Ricardo 40,39% para eliminar  | Fred Nicácio 24,37% para eliminar | Antônio 36,23% para eliminar      | Sarah Aline 41,92% para eliminar | Sarah Aline 41,92% para eliminar | Domitila 3,27% para eliminar   | Domitila 3,27% para eliminar   | Domitila 48,69% para eliminar       | Domitila 25,69% para continuar                                       | Bruna 42,48% para eliminar           | Gustavo 4,44% para retornar      | Bruna 47,53% para eliminar        | Aline 45,74% para eliminar | Bruna 41,09% para eliminar       | Larissa 39,35% para eliminar  | Larissa 31,14% para eliminar | Bruna 41,95% para eliminar   | Amanda 68,90% para vencer |                 |
| Outras %                 | Outras %                 | Paula 60,55% para entrar    | Gustavo & Key 30,74% para irem ao Quarto Secreto          | Gustavo & Key 30,74% para irem ao Quarto Secreto          | Fred Nicácio 47,30% para eliminar | Cezar 0,61% para eliminar     | Gabriel Santana 2,67% para eliminar | MC Guimê 2,07% para eliminar | Fred 11,29% para eliminar     | Domitila 3,85% para eliminar      | Cezar 0,83% para eliminar         | Domitila 1,32% para eliminar     | Domitila 1,32% para eliminar     | Domitila 3,27% para eliminar   | Domitila 3,27% para eliminar   | Gabriel Santana 1,08% para eliminar | Domitila 25,69% para continuar                                       | Aline 1,07% para eliminar            | Sarah Aline 1,33% para eliminar  | Amanda 5,47% para eliminar        | Aline 0,71% para eliminar  | Amanda 0,71% para eliminar       | Aline 8,07% para eliminar     | Larissa 31,14% para eliminar |                              | Amanda 68,90% para vencer |                 |
| Outras %                 | Outras %                 | Paula 60,55% para entrar    | Gustavo & Key 30,74% para irem ao Quarto Secreto          | Gustavo & Key 30,74% para irem ao Quarto Secreto          | Fred Nicácio 47,30% para eliminar | Cezar 0,61% para eliminar     | Gabriel Santana 2,67% para eliminar | MC Guimê 2,07% para eliminar | Fred 11,29% para eliminar     | Domitila 3,85% para eliminar      | Cezar 0,83% para eliminar         | Domitila 1,32% para eliminar     | Domitila 1,32% para eliminar     | Domitila 3,27% para eliminar   | Domitila 3,27% para eliminar   | Gabriel Santana 1,08% para eliminar | Domitila 25,69% para continuar                                       | Aline 1,07% para eliminar            | Sarah Aline 1,33% para eliminar  | Amanda 5,47% para eliminar        | Aline 0,71% para eliminar  | Amanda 0,71% para eliminar       | Aline 8,07% para eliminar     | Larissa 31,14% para eliminar | Tina 2,07% para retornar     | Amanda 68,90% para vencer |                 |
| Outras %                 | Outras %                 | Paula 60,55% para entrar    | Gustavo & Key 30,74% para irem ao Quarto Secreto          | Gustavo & Key 30,74% para irem ao Quarto Secreto          | Fred Nicácio 47,30% para eliminar | Cezar 0,61% para eliminar     | Gabriel Santana 2,67% para eliminar | Amanda 1,75% para eliminar   | Fred 11,29% para eliminar     | Domitila 3,85% para eliminar      | Cezar 0,83% para eliminar         | Domitila 1,32% para eliminar     | Domitila 1,32% para eliminar     | Cezar 0,76% para eliminar      | Cezar 0,76% para eliminar      | Gabriel Santana 1,08% para eliminar | Amanda 34,32% para continuar                                         | Aline 1,07% para eliminar            | Sarah Aline 1,33% para eliminar  | Amanda 5,47% para eliminar        | Aline 0,71% para eliminar  | Amanda 0,71% para eliminar       | Aline 8,07% para eliminar     | Larissa 31,14% para eliminar |                              | Amanda 68,90% para vencer |                 |
| Outras %                 | Outras %                 | Paula 60,55% para entrar    | Gustavo & Key 30,74% para irem ao Quarto Secreto          | Gustavo & Key 30,74% para irem ao Quarto Secreto          | Fred Nicácio 47,30% para eliminar | Cezar 0,61% para eliminar     | Gabriel Santana 2,67% para eliminar | Amanda 1,75% para eliminar   | Fred 11,29% para eliminar     | Domitila 3,85% para eliminar      | Cezar 0,83% para eliminar         | Domitila 1,32% para eliminar     | Domitila 1,32% para eliminar     | Cezar 0,76% para eliminar      | Cezar 0,76% para eliminar      | Gabriel Santana 1,08% para eliminar | Amanda 34,32% para continuar                                         | Aline 1,07% para eliminar            | Sarah Aline 1,33% para eliminar  | Amanda 5,47% para eliminar        | Aline 0,71% para eliminar  | Amanda 0,71% para eliminar       | Aline 8,07% para eliminar     | Larissa 31,14% para eliminar | Marília 0,96% para retornar  | Amanda 68,90% para vencer |                 |
| Outras %                 | Outras %                 | Paula 60,55% para entrar    | Gustavo & Key 30,74% para irem ao Quarto Secreto          | Gustavo & Key 30,74% para irem ao Quarto Secreto          | Fred Nicácio 47,30% para eliminar | Cezar 0,61% para eliminar     | Gabriel Santana 2,67% para eliminar | Amanda 1,75% para eliminar   | Fred 11,29% para eliminar     | Domitila 3,85% para eliminar      | Cezar 0,83% para eliminar         | Domitila 1,32% para eliminar     | Domitila 1,32% para eliminar     | Cezar 0,76% para eliminar      | Cezar 0,76% para eliminar      | Gabriel Santana 1,08% para eliminar | Amanda 34,32% para continuar                                         | Aline 1,07% para eliminar            | Sarah Aline 1,33% para eliminar  | Amanda 5,47% para eliminar        | Aline 0,71% para eliminar  | Amanda 0,71% para eliminar       | Aline 8,07% para eliminar     | Larissa 31,14% para eliminar | Paula 0,82% para retornar    | Amanda 68,90% para vencer |                 |
| Votos                    | Votos                    | Não divulgado               | 33.126.930                                                | 33.126.930                                                | 32.691.714                        | 100.089.771                   | 47.355.976                          | 34.376.565                   | 93.462.107                    | 136.793.098                       | 222.409.339                       | 119.169.199                      | 119.169.199                      | 110.472.736                    | 110.472.736                    | 59.185.009                          | 81.913.084                                                           | 121.556.606                          | 126.716.034                      | 195.600.996                       | 181.228.561                | 84.567.591                       | 125.027.405                   | 64.554.986                   | 22.183.853                   | 76.290.810                |                 |

### Legenda
|  | Grupo Pipoca                      |  |                                                 | Grupo Camarote |
|  | Entrou na casa pela Casa de Vidro |  | Não chegou a entrar na casa                     |                |
|  | Ficou no Quarto Branco            |  | Ficou na Casa de Vidro ou na Casa do Reencontro |                |

### VIP / Xepa
|                 | Sem 1 | Sem 2 | Sem 3 | Sem 4 | Sem 51,2 | Sem 6  | Sem 6  | Sem 7 | Sem 83,4 | Sem 95 | Sem 106 | Sem 11 | Sem 12 | Sem 13 | Sem 13 | Sem 13 | Sem 147 | Sem 147 |
| Dia 39          | Sem 1 | Sem 2 | Sem 3 | Sem 4 | Sem 51,2 | Dia 42 | Dia 86 | Sem 7 | Sem 83,4 | Sem 95 | Sem 106 | Sem 11 | Sem 12 | Dia 88 | Dia 91 | Dia 93 | Dia 96  |         |
| --------------- | ----- | ----- | ----- | ----- | -------- | ------ | ------ | ----- | -------- | ------ | ------- | ------ | ------ | ------ | ------ | ------ | ------- | ------- |
| Amanda          | VIP   | VIP   | Xepa  | Xepa  | Xepa     | Xepa   | Xepa   | Xepa  | Xepa     | VIP    | Xepa    | VIP    | Xepa   | Xepa   | Xepa   | Xepa   | Xepa    | VIP     |
| Aline           | Xepa  | VIP   | Xepa  | Xepa  | VIP      | Xepa   | Xepa   | VIP   | VIP      | VIP    | Xepa    | VIP    | Xepa   | Xepa   | Xepa   | Xepa   | Xepa    | VIP     |
| Bruna           | VIP   | Xepa  | Xepa  | Xepa  | Xepa     | Xepa   | VIP    | VIP   | Xepa     | VIP    | Xepa    | VIP    | Xepa   | Xepa   | Xepa   | Xepa   | VIP     | VIP     |
| Larissa         | VIP   | VIP   | Xepa  | Xepa  | Xepa     | Xepa   | VIP    | VIP   | Xepa     |        | Xepa    | Xepa   | Xepa   | Xepa   | Xepa   | Xepa   | VIP     | VIP     |
| Ricardo         | VIP   | Xepa  | Xepa  | Xepa  | Xepa     | VIP    | Xepa   | Xepa  | VIP      | Xepa   | VIP     | Xepa   | VIP    | VIP    | Xepa   | VIP    | Xepa    |         |
| Domitila        | Xepa  | Xepa  | Xepa  | VIP   | Xepa     | Xepa   | Xepa   | Xepa  | Xepa     | Xepa   | Xepa    | Xepa   | VIP    | Xepa   | VIP    | VIP    |         |         |
| Sarah Aline     | Xepa  | Xepa  | Xepa  | VIP   | Xepa     | VIP    | Xepa   | Xepa  | Xepa     | Xepa   | VIP     | Xepa   | VIP    | VIP    | VIP    |        |         |         |
| Cezar           | Xepa  | Xepa  | VIP   | Xepa  | VIP      | Xepa   | Xepa   | Xepa  | Xepa     | Xepa   | Xepa    | Xepa   | Xepa   | VIP    |        |        |         |         |
| Fred Nicácio    | Xepa  | Xepa  | VIP   | VIP   | VIP      | VIP    | Xepa   |       |          |        | Xepa    | Xepa   | Xepa   |        |        |        |         |         |
| Marvvila        | Xepa  | Xepa  | VIP   | Xepa  | Xepa     | VIP    | Xepa   | Xepa  | Xepa     | Xepa   | VIP     | Xepa   |        |        |        |        |         |         |
| Gabriel Santana | Xepa  | Xepa  | VIP   | Xepa  | VIP      | VIP    | Xepa   | Xepa  | Xepa     | Xepa   | VIP     |        |        |        |        |        |         |         |
| Fred            | VIP   | VIP   | Xepa  | Xepa  | Xepa     | Xepa   | VIP    | VIP   | Xepa     | VIP    |         |        |        |        |        |        |         |         |
| Antônio         | VIP   | VIP   | Xepa  | Xepa  | Xepa     | Xepa   | VIP    | Xepa  | VIP      |        |         |        |        |        |        |        |         |         |
| MC Guimê        | VIP   | VIP   | Xepa  | Xepa  | Xepa     | Xepa   | VIP    | Xepa  | VIP      |        |         |        |        |        |        |        |         |         |
| Key             | Xepa  | Xepa  | VIP   | VIP   | VIP      | Xepa   | Xepa   | Xepa  |          |        |         |        |        |        |        |        |         |         |
| Gustavo         | Xepa  | Xepa  | VIP   | VIP   | VIP      | Xepa   |        |       |          |        |         |        |        |        |        |        |         |         |
| Cristian        | Xepa  | Xepa  | VIP   | VIP   | Xepa     |        |        |       |          |        |         |        |        |        |        |        |         |         |
| Bruno           | Xepa  | VIP   | Xepa  | Xepa  |          |        |        |       |          |        |         |        |        |        |        |        |         |         |
| Paula           | VIP   | VIP   | Xepa  | Xepa  |          |        |        |       |          |        |         |        |        |        |        |        |         |         |
| Tina            | VIP   | Xepa  | Xepa  |       |          |        |        |       |          |        |         |        |        |        |        |        |         |         |
| Gabriel         | VIP   | Xepa  |       |       |          |        |        |       |          |        |         |        |        |        |        |        |         |         |
| Marília         | Xepa  |       |       |       |          |        |        |       |          |        |         |        |        |        |        |        |         |         |

- Nota 1: Na semana 5, Domitila foi automaticamente para a Xepa após pegar o pergaminho com a referida consequência ao deixar a Prova do Líder.[330]
- Nota 2: Na semana 5, Cezar foi transferido para a Xepa após ser escolhido por Ricardo para cumprir o Castigo do Monstro ao lado de Cristian, que já estava na Xepa.[116]
- Nota 3: Na semana 8, Bruna e Larissa foram automaticamente para a Xepa após pegarem o pergaminho com a referida consequência ao deixarem a Prova do Líder.[331]
- Nota 4: Na semana 8, Ricardo foi transferido para a Xepa após ser escolhido por Cezar e Larissa para cumprir o Castigo do Monstro ao lado de Marvvila, que já estava na Xepa.[119]
- Nota 5: Na semana 9, Aline e Fred foram transferidos para a Xepa após serem escolhidos por Gabriel Santana para cumprir o Castigo do Monstro.[120]
- Nota 6: Na semana 10, Fred Nicácio e Larissa, vindos da Casa do Reencontro, ficaram automaticamente na Xepa.[332]
- Nota 7: Na semana 14, no dia 96, foi anunciado que todos os participantes ficariam no VIP.[333]

## Classificação geral
| Pos.  | Participante           | Meio de indicação                        | % dos votos | Eliminado em |
| ----- | ---------------------- | ---------------------------------------- | ----------- | ------------ |
| 1     | Amanda Meirelles       | Finalista                                | 68,90%      | —            |
| 2     | Aline Wirley           | Finalista                                | 16,96%      | —            |
| 3     | Bruna Griphao          | Finalista                                | 14,14%      | —            |
| 4     | Larissa Santos         | Prova do Finalista                       | 49,98%      | Semana 14    |
| 5     | Ricardo Camargo        | Líder (Bruna)                            | 68,86%      | Semana 14    |
| 6     | Domitila Barros        | Casa (4 votos)                           | 59,94%      | Semana 13    |
| 7     | Sarah Aline Rodrigues  | Contragolpe (Aline)                      | 58,20%      | Semana 13    |
| 8     | Cezar Black            | Casa (5 votos)                           | 48,79%      | Semana 13    |
| 9     | Fred Nicácio           | Líder (Ricardo)                          | 51,14%      | Semana 12    |
| 10    | Marvvila               | Restam Dois (Amanda e Larissa)           | 16,95%      | Semana 11    |
| 11    | Gabriel Santana        | Poder Curinga (Amanda)                   | 56,45%      | Semana 10    |
| 12    | Fred                   | Casa (4 votos)                           | 50,23%      | Semana 9     |
| 13–14 | Antônio Cara de Sapato | Expulso                                  | Expulso     | Semana 9     |
| 13–14 | MC Guimê               | Expulso                                  | Expulso     | Semana 9     |
| Ret.  | Larissa Santos         | Casa (4 votos)                           | 66,75%      | Semana 8     |
| 15    | Key Alves              | Big Fone (MC Guimê)                      | 56,76%      | Semana 7     |
| Ret.  | Fred Nicácio           | Líder (Bruna)                            | 62,94%      | Semana 6     |
| 16    | Gustavo Benedeti       | Poder Supremo (MC Guimê)                 | 71,78%      | Semana 6     |
| 17    | Cristian Vanelli       | Casa (10 votos)                          | 48,32%      | Semana 5     |
| 18    | Bruno Nogueira         | Desistente                               | Desistente  | Semana 5     |
| 19    | Paula Freitas          | Poder Curinga (Key)                      | 72,50%      | Semana 4     |
| 20    | Tina Calamba           | Líder (Gustavo)                          | 54,12%      | Semana 3     |
| 21    | Gabriel Tavares        | Contragolpe (Cezar)                      | 53,30%      | Semana 2     |
| 22    | Marília Miranda        | Casa (6 votos) / Quarto Secreto (69,26%) | 52,70%      | Semana 1     |
| 23–24 | Giovanna Leão          | Casa de Vidro                            | 39,45%      | Semana 0     |
| 23–24 | Manoel Vicente         | Casa de Vidro                            | 35,40%      | Semana 0     |

## Audiência
- Os dados são providos pelo Kantar IBOPE Media e se referem ao público da Grande São Paulo.

| Data de transmissão | SEG             | TER             | QUA             | QUI             | SEX             | SÁB             | DOM             | Média semanal |
| ------------------- | --------------- | --------------- | --------------- | --------------- | --------------- | --------------- | --------------- | ------------- |
| 16/01 a 22/01/2023  | 22,7            | 19,7            | 20,9            | 17,9            | 17,9            | 16,2            | 14,7            | 18,6          |
| 23/01 a 29/01/2023  | 19,4            | 18,6            | 20,1            | 19,9            | 18,3            | 18,9            | 14,9            | 18,6          |
| 30/01 a 05/02/2023  | 19,7            | 18,9            | 18,3            | 16,9            | 18,7            | 18,0            | 15,6            | 18,0          |
| 06/02 a 12/02/2023  | 19,4            | 18,7            | 18,9            | 18,7            | 18,3            | 17,2            | 15,0            | 18,0          |
| 13/02 a 19/02/2023  | 19,0            | 19,8            | 18,5            | 17,1            | 21,9            | 19,1            | 17,2            | 18,9          |
| 20/02 a 26/02/2023  | 20,3            | 18,8            | 20,2            | 20,5            | 19,9            | 20,4            | 17,0            | 19,6          |
| 27/02 a 05/03/2023  | 20,4            | 20,4            | 20,9            | 18,2            | 21,2            | 18,3            | 16,7            | 19,4          |
| 06/03 a 12/03/2023  | 20,9            | 20,8            | 19,5            | 19,1            | 22,2            | 19,9            | 14,5            | 19,6          |
| 13/03 a 19/03/2023  | 18,6            | 20,8            | 21,5            | 21,0            | 21,0            | 19,7            | 15,7            | 19,8          |
| 20/03 a 26/03/2023  | 20,0            | 20,3            | 19,8            | 20,7            | 19,2            | 17,9            | 14,6            | 18,9          |
| 27/03 a 02/04/2023  | 19,9            | 20,5            | 19,4            | 18,9            | 21,6            | 17,7            | 14,7            | 19,0          |
| 03/04 a 09/04/2023  | 19,7            | 19,4            | 11,3            | 20,7            | 19,2            | 18,0            | 15,4            | 17,7          |
| 10/04 a 16/04/2023  | 19,4            | 19,9            | 19,4            | 19,7            | 20,8            | 19,5            | 15,2            | 19,1          |
| 17/04 a 23/04/2023  | 20,2            | 19,7            | 10,8            | 19,5            | 19,1            | 18,8            | 14,5            | 17,5          |
| 24/04 a 25/04/2023  | 18,5            | 19,7            | —               | —               | —               | —               | —               | 19,1          |
| 16/01 a 25/04/2023  | Média da edição | Média da edição | Média da edição | Média da edição | Média da edição | Média da edição | Média da edição | 18,7          |

- Em 2023, cada ponto representou 76,9 mil domicílios ou 206,6 mil pessoas na Grande São Paulo.[452]